# Misure di confinamento in Spagna dovute alla pandemia di COVID-19
A causa del crescente numero di casi di COVID-19 durante la pandemia del 2020, il Governo spagnolo, nella sessione straordinaria del sabato 14 marzo 2020, ha dichiarato lo stato di emergenza, decretando in questo modo l'imposizione della quarantena nazionale. La misura, entrata in vigore il giorno stesso alle 23:48, ha avuto come principale obiettivo la riduzione del numero di contagi.
La quarantena ha costretto tutti i cittadini spagnoli e stranieri residenti in Spagna, fatta eccezione per i diplomatici, a stare rinchiusi nelle proprie residenze abituali, permettendo l'uscita solo in situazioni particolari, tra cui: l'acquisto di beni alimentari e medicinali, recarsi sul posto di lavoro o in caso di emergenza. Inoltre, le restrizioni hanno imposto la chiusura di attività considerate non essenziali, tra cui, bar, ristoranti, discoteche, cinema, centri commerciali e vendite al dettaglio. Di fatto, molte aziende e PYME spagnole, sono state costrette a ricorrere agli ERTE, per mettere in cassa integrazione i propri dipendenti.
In seguito all'annuncio della quarantena è stato registrato un significativo aumento dei casi confermati di COVID-19 in Spagna (66%), con 3146 casi rispetto ai 5232 casi censiti in data 13 marzo 2020. La "decisione straordinaria", come l'ha definita il presidente del Governo di Spagna, Pedro Sánchez, è stata necessaria da prendere dal momento che si è trattato di una questione di "salute, crisi sociale ed economica".
Per buona parte della popolazione spagnola è stato difficile rispettare le misure della quarantena: infatti, al 20 marzo sono state registrate 31100 denunce per il mancato rispetto delle misure di contenimento e 315 arresti per oltraggio a pubblico ufficiale.

## Storia e sviluppo

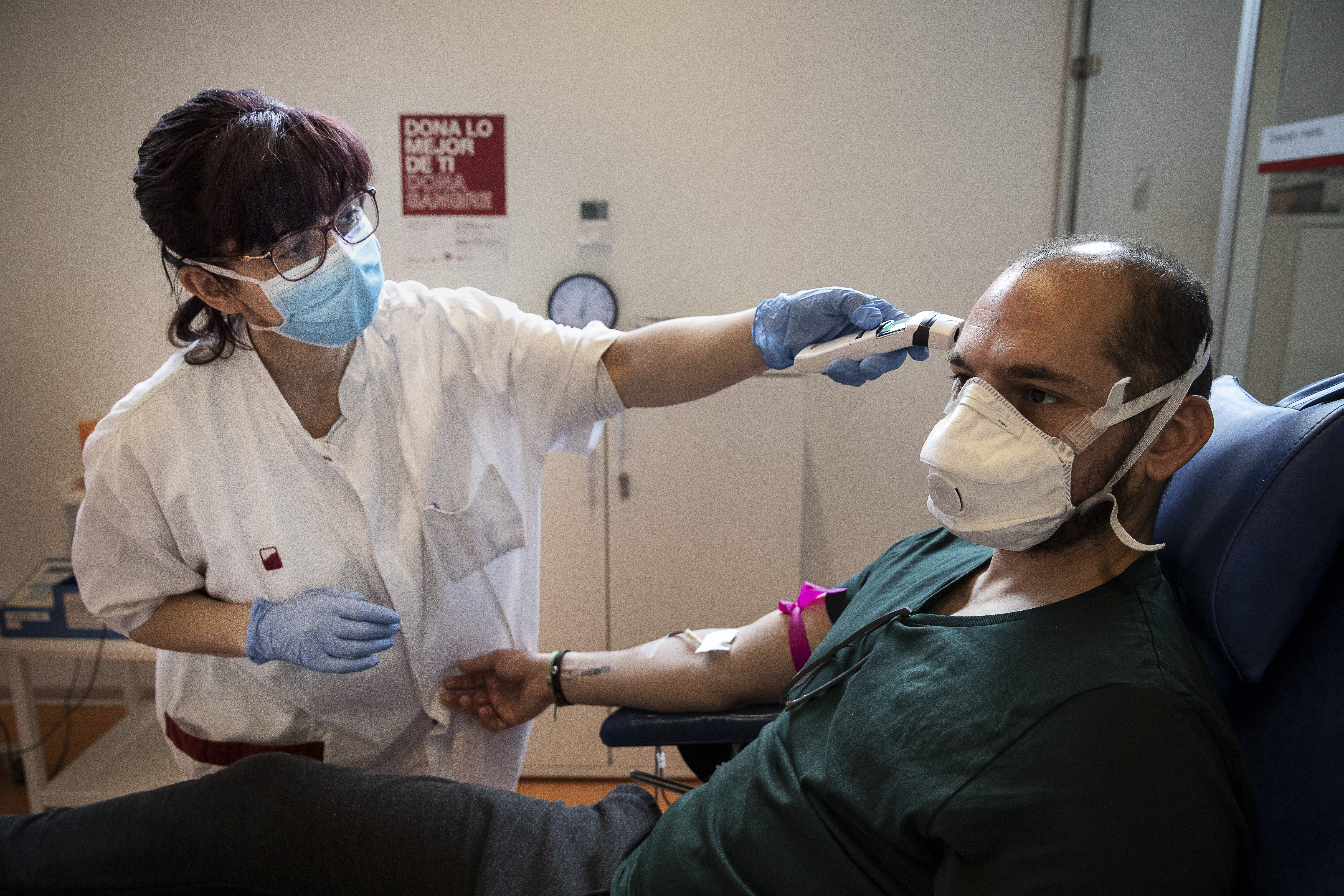
Un medico dell'Ospedale de la Santa Cruz e di San Pablo a Barcellona con un paziente, 24 marzo.

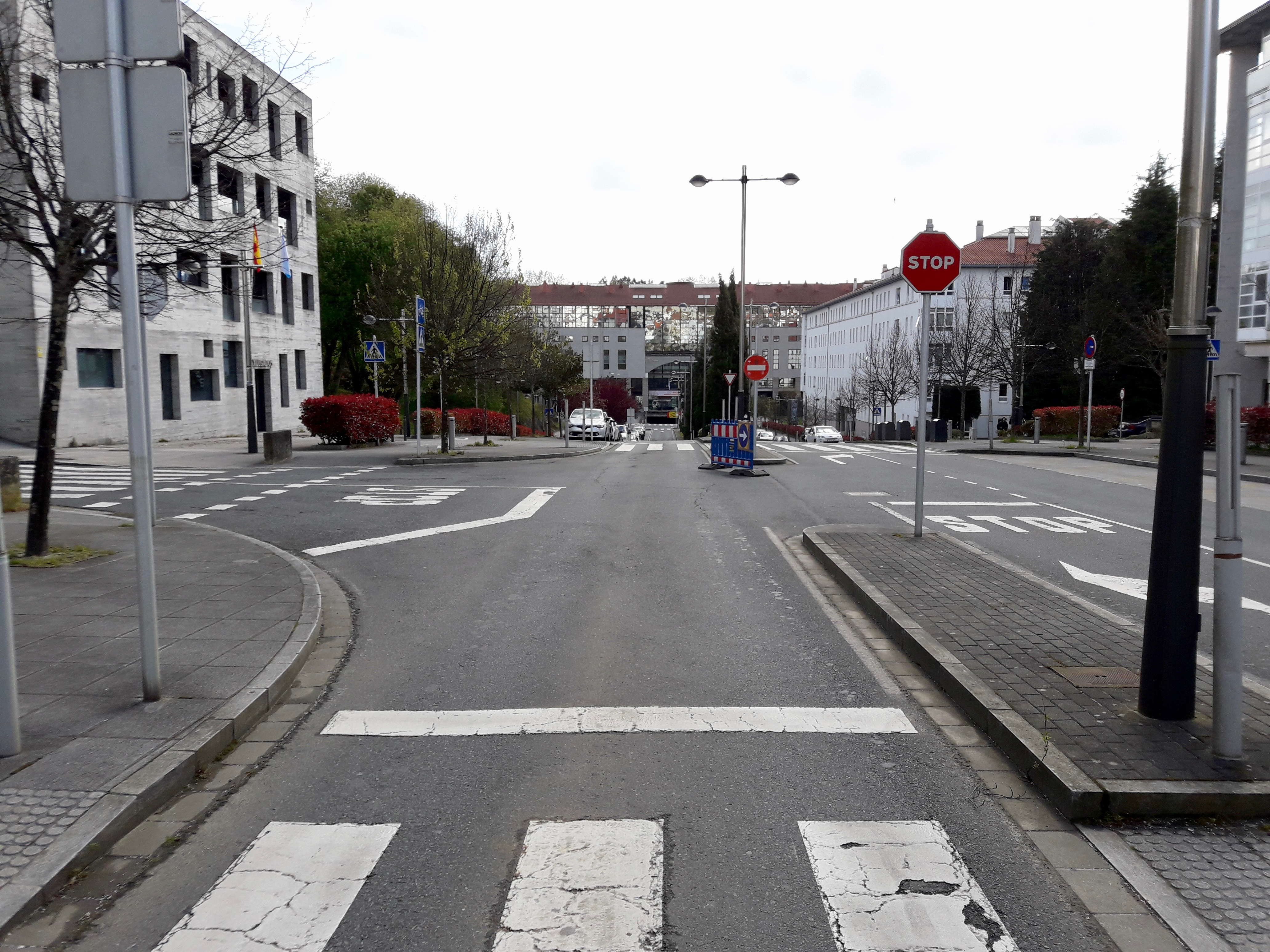
Una via di Santiago di Compostela il 1 Aprile, durante il confinamento.

Distribuzione delle mascherine a Badajoz, 10 Aprile.

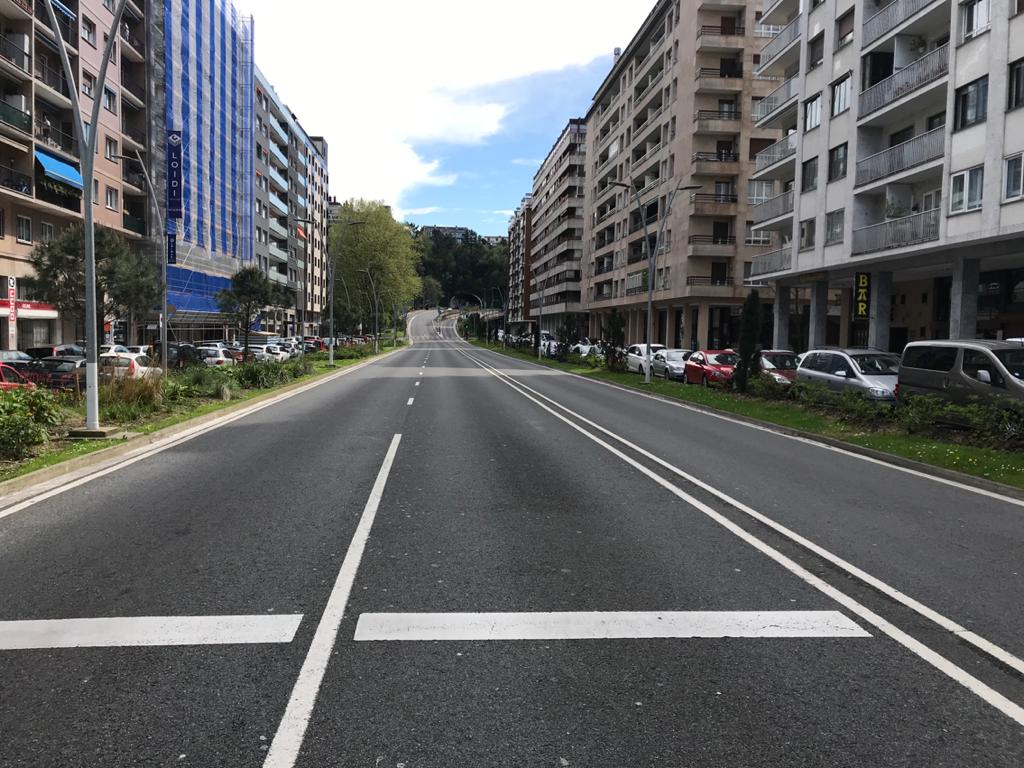
Le strade vuote dei quartieri di Amara Berri, a San Sebastián, il 7 Aprile, durante il confinamento.

- 9 marzo: il Governo Basco annuncia il blocco, a tutti i livelli educativi, dell'attività didattica in presenza nella capitale Vitoria a partire dal 10 marzo.[9] Qualche ora più tardi, il Governo della Comunità di Madrid (regione con il maggiore numero di casi in quel momento) ha approvato le stesse misure straordinarie per un periodo iniziale di 15 giorni (dall'11 al 26 marzo), incoraggiando la realizzazione dei corsi online, qualora fosse possibile.[10][11]
- 10 marzo: il Governo di Spagna cancella tutti i voli dall'Italia fino al 25 marzo.[12] Il giorno stesso, il Governo della Rioja approva le stesse misure, con entrata in vigore dall'11 marzo.[13]
- 12 marzo: il Governo di Aragona ordina la chiusura di tutte le scuole e università della comunità a partire dal lunedì 16 marzo, per un periodo di 15 giorni.[14] Il rettore dell'università di Castiglia - La Mancha (UCLM) ne ordina la chiusura a partire dal lunedì 16 marzo, per un periodo di 15 giorni, e la Generalitat di Catalogna ordina la chiusura di scuole, licei e università a partire dal 13 marzo, per un periodo non inferiore a 14 giorni.[15][16]
- 13 marzo: il presidente del Governo, Pedro Sánchez, con un comunicato istituzionale, ha decretato lo stato di emergenza per la seconda volta nella storia recente del paese, come misura eccezionale per il contenimento della pandemia da coronavirus (COVID-19) che ha colpito la Spagna a partire da metà febbraio, con applicazione dal giorno successivo, sabato 14 marzo.[17] Al momento della pubblicazione del comunicato, la Spagna contava più di 4200 casi positivi e 120 decessi ed, essendo la Comunità di Madrid la regione maggiormente colpita con più della metà dei casi positivi del paese e 64 decessi, il governo autonomo aveva già provveduto alla chiusura sistematica di strutture ricettive ed attività commerciali, fatta eccezione per le farmacie e i negozi di alimentari.[18][19]

Qualche ora prima dell'annuncio del comunicato, sono state varate misure urgenti, approvate dal consiglio dei ministri straordinario, per lo stanziamento di 14 miliardi di euro, pubblicate per decreto nel BOE: quest'ultimo includeva misure come il rinvio per le aziende, i pymes e i lavoratori autonomi (fino al 30 maggio), di una somma totale di 30.000 euro nel pagamento delle tasse, per sei mesi con un periodo di grazia di tre mesi.

Il Governo ha inoltre modificato la Legge 50/1997 del 27 novembre, con l'aggiunta di una disposizione finale: 
qualora la natura della crisi lo richieda, il Presidente del Governo potrà decidere, con valide motivazioni, che il Consiglio dei Ministri, le Commissioni Delegate dal Governo e la Commissione Generale dei Segretari di Stato e Sottosegretari possano tenere delle sedute, adottare accordi e approvare atti a distanza attraverso strumenti elettronici, posto che i membri partecipanti si trovino in territorio spagnolo e possano dimostrare la propria identità [...] A questi effetti, si considerano strumenti elettronici validi le audioconferenze e le videoconferenze.
 Questa misura è stata adottata dopo che due Ministri del Governo, delle Pari Opportunità, Irene Montero, e dell'Interno , Carolina Darias, sono risultati positivi al COVID-19.
- 14 marzo: il Consiglio dei Ministri dichiara lo stato di emergenza su tutto il territorio nazionale per un periodo di 15 giorni, indicando come autorità competente il Governo di Spagna, sotto le direttive della Presidenza del Governo, sospendendo:

l'apertura al pubblico dei locali di vendita al dettaglio, fatta eccezione per le rivendite al dettaglio di alimentari, bevande, prodotti e beni di prima necessità, farmacie, rivenditori di dispositivi medici, ottici e prodotti ortopedici, prodotti per l'igiene, stampa e cartoleria, di carburanti, tabacchini, di apparecchiature tecnologiche e di telecomunicazioni, di alimenti per animali da compagnia, acquisto online, per telefono o corrispondenza, tintorie e lavanderie.

- 15 marzo: in seguito alle critiche dell'opposizione, il governo ordina la chiusura dei saloni di bellezza.[25]
- 28 marzo: il Governo inasprisce le misure di quarantena, costringendo i lavoratori dei servizi considerati non essenziali a permanere nelle proprie case per il periodo tra il 30 marzo e il 9 aprile.[26] Inoltre, è stato stabilito che, durante questo periodo, le aziende non avrebbero potuto licenziare il personale a causa delle problematiche derivate dalla quarantena.[27]
- 12 aprile: il Governo prolunga lo stato di emergenza fino al sabato 25 aprile. Si tratta di misure meno rigide, dato che viene data la possibilità di tornare al lavoro anche ai lavoratori di alcuni settori non essenziali.
- 26 aprile: l'esecutivo prolunga nuovamente lo stato di emergenza (fino al 10 maggio), permettendo l'uscita di casa ai minori di 14 anni. Così, a partire da suddetta data, ai bambini appartenenti a questa fascia d'età viene data la possibilità di uscire un'ora al giorno per passeggiare, giocare e fare esercizio fisico, nonostante si continui a tenere il divieto d'accesso ai parco giochi e si permettano le uscite solo durante la fascia oraria che va dalle ore 9:00 alle ore 21:00. I minori devono sempre essere accompagnati da un adulto che viva nella stessa abitazione.

Il permesso di uscire per i minori di 14 anni segna l'inizio della cosiddetta fase de desescalada (fase di attenuazione). Il processo di passaggio dalla quarantena fino alla fase definita come la nuova normalità , verrà portato avanti con il contributo di tutte le comunità autonome, nel rispetto delle linee guida del potere esecutivo. La fase di attenuazione sarà portata avanti in maniera asimmetrica, in base alle necessità di ogni comunità autonoma. Alcune di queste reclamano maggiore autonomia in questo processo, presentando ognuna il proprio piano di contenimento.
- 6 maggio: il Congresso dei Deputati vota per il prolungamento dello stato di emergenza (dal 10 fino al 24 maggio). Come nelle occasioni precedenti, si rende necessaria una maggioranza semplice, ossia, un numero maggiore di voti a favore rispetto a quelli contrari. Rispetto alle votazioni per le precedenti proroghe, i voti a favore sono inferiori: il Partito Popolare, seconda forza politica, si è astenuto; Vox, ERC, JxCat e la CUP hanno votato contro e il Governo ha dovuto negoziare con Ciudadanos e il PNV affinché votassero a favore.[30][31][32]
- 20 maggio: il Congresso dei Deputati approva il prolungamento dello stato di emergenza per la quinta volta.[33][34] Nonostante l'intenzione iniziale di prolungare lo stato di emergenza per un mese, fino al 26 giugno, l'accordo tra il Governo e Ciudadanos include il limite della proroga a 15 giorni, fino al 7 giugno.[35][N 1][36] Come nelle votazioni per le precedenti proroghe, è stata necessaria una maggioranza semplice, ossia, più sì che no, con il voto contrario di Ciudadanos alla proroga di un mese e del Partito Popolare[37] e Vox, è stato necessario l'appoggio del PNV e l'astensione di ERC o EH Bildu affinché venisse approvata la proroga.[38]

## Spostamenti permessi
Il Decreto Reale 463/2020 limita gli spostamenti con l'obiettivo di diminuire le possibilità di contagio, ma riconosce eccezioni considerate di forza maggiore:
- Per l'acquisto di alimenti, prodotti farmaceutici e di prima necessità;
- Per assistenza nei centri, servizi e strutture sanitarie;
- Spostamento presso il luogo di lavoro per svolgere la propria prestazione lavorativa, professionale o aziendale se permessa;
- Ritorno al luogo di residenza abituale;
- Assistenza e cura ad anziani, minori, persone a carico, persone con handicap o persone in condizione di vulnerabilità;
- Spostamento presso strutture finanziarie e assicurative;
- Per cause di forza maggiore o situazione di necessità (come emergenze nel domicilio);
- Qualsiasi altra attività di analoga natura che dovrà svolgersi individualmente, fatta eccezione per casi in cui si accompagnino persone con handicap o per un'altra causa giustificata.

Inizialmente, il Decreto Legge permetteva la apertura delle seguenti sedi di lavoro:

attività commerciali di rivendita al dettaglio di alimentari, bevande, prodotti e beni di prima necessità, dispositivi farmaceutici, medici, ottici ed ortopedici, prodotti per l'igiene, per la stampa e la cartoleria, di carburanti, tabacchini, di apparecchi tecnologici e per le telecomunicazioni, di alimenti per animali da compagnia, acquisto online, per via telefonica o per corrispondenza, tintorie e lavanderie.

## Riapertura
Il 28 aprile il Presidente del Governo ha annunciato il Piano di contenimento per la Spagna, il quale si articola in quattro fasi e divide il paese in diverse unità territoriali, che avanzano o retrocedono di fase in maniera indipendente. Queste unità territoriali sono:
- Le isole Canarie e Baleari,
- La regione sanitaria della Catalogna,
- Il dipartimento di salute della Comunità Valenciana,
- L'area sanitaria di Castiglia e Leone,
- Le città autonome di Ceuta e Melilla,
- Nel resto di Spagna, la provincia.

Le 4 fasi saranno avviate in ogni unità territoriale se soddisferanno determinati requisiti e, nel caso in cui dovesse registrarsi un notevole aumento di casi, l'unità territoriale rischierebbe la retrocessione alla fase precedente. Il meccanismo alla base del cambio di fase è, pertanto, di natura epidemiologica e non puramente matematica.

### Fasi della riapertura
| Fase | Fase              | Data minima | Attività permesse |
| --- | ----------------- | ----------- | --- |
| | 0 Di preparazione | —           | Fino al 17 maggio: - Apertura di piccole attività come saloni di bellezza, con capienza limitata e previo appuntamento - Passeggiate individuali all'interno del proprio comune di residenza e attività sportive non agonistiche ( vedi in basso) |
| A partire dal 18 maggio: - Apertura di piccole attività con capienza limitata, ma senza previo appuntamento - Passeggiate individuali all'interno del proprio comune di residenza e attività sportive non agonistiche (vedi in basso) - Apertura di centri di culto e musei con capienza limitata a un terzo - Apertura di biblioteche pubbliche per prestito, restituzione, lettura e consultazione - Apertura di laboratori universitari ed edifici di ricerca scientifica - Sono permessi funerali e sepolture con un massimo di 10 persone in luoghi chiusi e di 15 in luoghi all'aperto                                                                     | 0 Di preparazione | —           | |
| | 1 Iniziale        | 11 maggio   | Oltre le disposizioni precedenti: - Apertura con capienza limitata al 30 % di piccole attività commerciali senza previo appuntamento - Apertura, su previo appuntamento, di concessionarie, centri di revisione veicoli e vivai - Apertura di Centri di Alto Rendimento e altri centri sportivi - Apertura dei luoghi di culto, musei e centri culturali con capienza limitata a un terzo - Apertura di bar all'aperto e ristoranti con capienza massima ridotta al 50 % - Permessi gli incontri nelle abitazioni con un massimo 10 persone - Spostamenti all'interno dell'unità territoriale - Apertura di biblioteche pubbliche per il prestito, la restituzione, la lettura e la consultazione - Apertura di laboratori universitari e strutture di ricerca scientifica - Ripresa di mercatini all'aperto con capienza limitata a un terzo e con un massimo del 25% degli spazi abituali - Ripresa di tutte le attività del settore agroalimentare e del settore ittico - Si autorizza il turismo attivo e di natura in gruppi di 10 persone - Sono permessi funerali e sepolture con un massimo di 10 persone in spazi chiusi e di 15 in luoghi all'aperto - Avvio delle riprese di opere audiovisive - Caccia e pesca sportiva (dal 18 maggio) |
| Note: - Le misure riportate in corsivo non si applicano nei Paesi Baschi. Inoltre, sebbene l'Ordine SND/399, che regola la fase 1, permette in questa comunità lo spostamento verso unità territoriali limitrofe, la legislazione autonoma proibisce lo spostamento dal proprio comune di residenza e gli incontri che non siano in bar all'aperto o ristoranti - A partire dal 16 maggio si applicano nuove restrizioni: in Castiglia-La Mancha non sono permessi seminari e congressi scientifici. La capienza massima dei locali adibiti a manifestazioni culturali sarà ridotta in varia misura in Castiglia-La Mancha, nella Comunità Valenciana e a Murcia | 1 Iniziale        | 11 maggio   | |
| | 2 Intermedia      | 25 maggio   | Oltre le disposizioni precedenti: - Apertura di tutte le attività commerciali indipendentemente dalle dimensioni e senza previo appuntamento, però con capienza massima ridotta del 40 % - Apertura di centri commerciali con capienza massima ridotta del 30 % - Servizio al tavolo all'interno di bar e ristoranti con capienza massima ridotta del 40% e sistemi di separazione fisica - Si permette alle comunità che ritengono di poterlo fare in sicurezza, la ripresa delle lezioni in presenza a tutti i livelli educativi - Aumento della capienza massima in: - Luoghi di culto: per un massimo del 50% della capienza totale - Funerali e sepolture: massimo di 15 persone in luoghi chiusi e di 25 all'aperto - Turismo attivo e di natura: gruppi di 20 persone - Assistenza individuale presso le case di riposo, su appuntamento e per casi particolari, all'interno delle Comunità Autonome che la permettono; ciò è possibile nel caso in cui nella residenza per anziani nessun utente risulti positivo al COVID-19 o si trovi in quarantena per sospetto caso di contagio - Ripresa dei campionati agonistici, sempre a porte chiuse e senza pubblico - Sono permesse le celebrazioni nuziali con limite del 50 % della capienza massima, e alla presenza di un numero non superiore a 50 persone in spazi chiusi e a 100 all'aperto - Apertura di cinema e teatri, vendita dei biglietti online e capienza massima ridotta di un terzo, permettendo un numero di 50 persone in spazi chiusi e di 400 all'aperto - Apertura delle aree comuni negli hotel con capienza massima ridotta di un terzo - Apertura di saloni di esposizione, monumenti e altre strutture culturali con capienza massima ridotta di un terzo - Apertura di impianti sportivi e piscine su previo appuntamento e con una riduzione della capienza massima del 30% - Apertura di spiagge per uso individuale o con i propri conviventi, nei comuni in cui è permesso e con capienza ridotta - Apertura di parchi naturali con capienza massima ridotta del 20% e apertura delle funivie con capienza massima ridotta del 50 % - Spettacoli con un massimo di 50 spettatori in spazi chiusi e di 400 spettatori seduti in spazi all'aperto - Congressi e riunioni con un massimo di 50 partecipanti |
| | 3 Avanzata        | 8 di giugno | Oltre le disposizioni precedenti: - Aumento della capienza per i bar e i ristoranti - Maggiore libertà negli spostamenti - Aumento della capienza per le piccole attività commerciali - Discoteche, locali notturni e spettacoli di tori con limitazione della capienza (Tenere a mente che, non essendo stato ancora approvato nessun Ordine a regolamentazione di questa fase, questi punti sono orientativi e potrebbero variare facilmente) |

### Passeggiate e attività sportiva non agonistica
Il 1 maggio il BOE ha pubblicato l'Ordine SND/380/2020, il quale stabilisce che, oltre agli spostamenti permessi fino a quella data, a partire dal 2 maggio, sono consentite le uscite per praticare attività sportiva non agonistica o per passeggiare, stando nel raggio di 1 km di distanza dal proprio domicilio e per la durata di un'ora.
Le passeggiate sono limitate a determinate fasce orarie:
- Per la popolazione compresa tra i 14 e i 70 anni, tra le ore 6:00 e le ore 10:00 e tra le ore 20:00 e le ore 23:00
- Per gli anziani oltre i 70 anni e persone non autosufficienti, tra le ore 10:00 e le ore 12:00 e tra le ore 19:00 e le ore 20:00
- Per bambini al di sotto dei 14 anni, seguendo le disposizioni precedenti al presente Ordine, tra le ore 12:00 e le ore 19:00

Nei comuni fino a 10 000 abitanti o con una densità non inferiore a 100 ab./km² le uscite sono autorizzate in qualsiasi momento della giornata e per un raggio di 5 km di distanza dalla propria residenza.
Queste fasce orarie si applicano solamente alle passeggiate e all'attività fisica non agonistica, perciò non sono valide nel caso di spostamenti per motivi di lavoro o per l'acquisto di generi alimentari, così come per le attività autorizzate a partire dalla fase 1: recarsi nei bar o nei ristoranti, visitare amici o recarsi presso luoghi di culto.
Inoltre, le comunità autonome, durante la fase 1, potranno cambiare le fasce orarie, anticipandole o ritardandole fino a due ore, ma senza allungarne la durata; questa misura è stata applicata solo nella Comunità di Madrid (vedi il punto «28 di maggio» nella sezione successiva).
Nei territori in fase 2 questi orari sono maggiormente flessibili: adulti e bambini accompagnati possono uscire a qualsiasi ora al di fuori delle fasce destinate ad anziani e persone non autosufficienti (dalle 10:00 alle 12:00 e dalle 19:00 alle 20:00).
Ciò nonostante, come nelle fasi 1 e 2, è permesso passeggiare per strada in gruppi di varie persone a qualsiasi ora del giorno e in qualsiasi zona dell'unità territoriale, l'Ordine che regola questa autorizzazione stabilisce, inoltre, che le norme anteriori saranno applicate "in tutte le situazioni in linea [...] con il presente ordine", si prende in considerazione il fatto che le fasce orarie e le misure di distanza rispetto al domicilio sono in contraddizione con il permesso di passeggiare per strada in gruppo solo se si considera l'individuo come gruppo di una persona; per questo motivo le suddette fasce orarie sono state derogate.
Il processo di riapertura segue di norma lo stesso procedimento ogni settimana: fino al mercoledì, le comunità e le città autonome presentano le loro proposte; durante il pomeriggio del venerdì, il Governo indica quali misure si adottano e quali zone passano alla fase successiva; il sabato si passa alla pubblicazione nel BOE e il lunedì successivo le nuove misure diventano effettive. Nonostante ciò, dato che questa struttura non rappresenta una procedura formale, è possibile che ci siano variazioni, soprattutto perché le proposte delle comunità, a volte, arrivano il giovedì o, addirittura, nella giornata di venerdì.
- 4 maggio: le isole Formentera (nelle Baleari) e La Gomera, El Hierro e La Graciosa (nelle Canarie) passano alla fase 1.[59]
- 6 maggio: le Comunità inviano le loro proposte al Ministero della Salute per passare alla fase 1 della riapertura. Tutte, ad eccezione per Andalusia, Catalogna e Castiglia e Leone, hanno chiesto che i loro territori avanzassero di fase.[60] L'Andalusia ha proposto il passaggio di fase nella maggior parte del territorio; la Catalogna ha proposto la divisione in nove regioni sanitarie, delle quali tre passerebbero nelle zone meno popolate; Castiglia e Leone ha proposto divisione in aree sanitarie, con il passaggio di fase per 39 di queste.[61][62] L'Aragona e le Asturie, inoltre, hanno proposto che alcune zone rurali passassero direttamente alla fase 2.[63][64] Le condizioni per passare alla fase 1 di riapertura sono elencate nel BOE del 3 maggio. Nonostante si tratti di una questione bilaterale tra il Governo e le Comunità Autonome, è il Ministero della Salute ad avere l'ultima parola. I requisiti fondamentali sono: disporre, rendere accessibile o avere la capacità di installare, in un lasso di tempo di cinque giorni, tra 1,5 e 2 posti letto (ogni 10 000 abitanti) nel reparto di terapia intensiva; disporre, rendere accessibili o avere la capacità di installare, in un lasso di tempo di cinque giorni, tra i 37 e i 40 posti letto (ogni 10 000 abitanti) per pazienti in gravi condizioni.[65]
- 8 maggio: il Ministero di Salute comunica alle Comunità Autonome quali unità territoriali possono passare alla fase 1 (vedi il punto successivo).[66]
- 11 maggio: passano alla fase 1 le Comunità Autonome di Aragona, Asturie, Cantabria, Estremadura, Galizia, La Rioja, Murcia, Navarra e i Paesi Baschi (incluso l'enclave de Treviño); le isole Canarie e Baleari, le province di Almería, Cadice, Córdoba, Conca, Guadalajara, Huelva, Jaén e Siviglia; le città autonome di Ceuta e Melilla, 3 delle 9 regioni sanitarie della Catalogna, 10 dei 24 dipartimenti sanitari della Comunità Valenciana e 26 delle 247 aree sanitarie di Castiglia e Leone.[67][N 6][N 7][N 8]
- 12 maggio: Melilla adatta le fasce orarie per le passeggiate in occasione della celebrazione del Ramadán: gli adulti tra i 14 e i 70 anni possono uscire tra le ore 7:00 e le ore 10:00 e tra le ore 20:00 e le ore 24:00.[68][69] Gli altri gruppi continuano a rispettare gli stessi orari di uscita.
- 13 maggio: le Comunità Autonome inoltrano al Governo le loro proposte per il passaggio di fase. Castiglia-La Mancha, la Comunità di Madrid e la Comunità Valenciana propongono che tutti i loro territori passino alla fase 1; la Catalogna propone altre tre delle sue nove regioni sanitarie, e Castiglia e Leone propone altre 14 aree sanitarie.[N 9] I governi delle Baleari e delle Canarie propongono il passaggio alla fase 2 di quelle isole che il 4 di maggio sono passate alla fase 1 (Formentera nelle Baleari e El Hierro, La Gomera e La Graciosa nelle Canarie).[70]
- 14 maggio: la Generalitat di Catalogna propone al Governo che le regioni sanitarie corrispondenti alla città di Barcellona e la sua area metropolitana passino, in data 18 maggio, alla fase 1 con certe limitazioni proprie della fase 0, in quella che è stata denominata la fase 0,5. La proposta permetterebbe l'apertura di biblioteche e musei e proibisce gli incontri nei domicili e l'apertura dei bar.[71] Anche il Consiglio di Castiglia e Leone ha modificato la sua proposta: il passaggio alla fase 1, in data 18 maggio, di 42 aree sanitarie, rispetto alle 14 iniziali.[72]
- 15 maggio: il Ministero della Salute comunica alle Comunità Autonome quali territori passeranno alle fasi successive il lunedì 18 maggio (vedi il punto successivo).
- 18 maggio: passano alla fase 1 le province di Albacete, Città Reale, Granada, Málaga e Toledo; le 42 aree sanitarie della Castiglia, altre tre delle nove regioni sanitarie della Catalogna e i 14 dipartimenti di salute della Comunità Valenciana, ancora fermi alla fase 0.[N 10][73] Secondo quanto proposto dai governi delle Baleari e delle Canarie, passano alla fase 2 le isole che erano alla fase 1 il 4 maggio: Formentera, El Hierro, La Graciosa e La Palma. Inoltre, nella fase 0 vengono allentate alcune misure, motivo per cui si inizia a definirla ufficiosamente come fase 0,5.[74]
- 20 maggio: le Comunità Autonome inviano al Ministero della Salute le loro proposte per il passaggio di fase: Castiglia e Leone e Madrid chiedono che tutto il loro territorio passi alla fase 1; la Catalogna propone il passaggio alla fase 1 di tutte le zone ancora ferme alla fase 0, e il passaggio alla fase 2 delle 3 regioni sanitarie, passate alla fase 1 l'11 maggio. La Comunità Valenciana chiede di restare in fase 1, Murcia propone che tutto il suo territorio passi alla fase 2, fatta eccezione per il comune di Totana; tutte le altre Comunità e città Autonome richiedono di passare completamente alla fase 2. Molte comunità richiedono anche misure particolari da applicare solo nel proprio territorio, come la modifica della capienza o il divieto di praticare determinate attività.[75]
- 21 maggio: entra in vigore un Ordine del Ministero della Salute che rende obbligatorio l'uso di mascherine per tutte le persone, a partire dai 6 anni, nei luoghi pubblici e per le strade pubbliche, laddove non si possa mantenere una distanza di sicurezza di almeno due metri. Non hanno l'obbligo di indossarle quelle persone per cui l'uso della mascherina potrebbe provocare problemi di salute.[76]
- 22 maggio: il Ministero di Salute comunica alle Comunità Autonome quali regioni passano alla fase successiva il lunedì 25 maggio (vedi il punto 25 maggio).
- 23 maggio: il Governo Basco annuncia quali saranno le misure che la Comunità dei Paesi Baschi adotterà per la fase 2, senza maggiore restrizione rispetto alle altre comunità[77].
- 25 maggio: passano alla fase 1 Castiglia e Leone, la Comunità di Madrid e le zone di Catalogna ferme alla fase 0. Passano alla fase 2 le Comunità Autonome di Aragona, Asturie, Cantabria, Extremadura, Galizia, La Rioja, Murcia (fatta eccezione per il comune di Totana), Navarra e Paesi Baschi; le città autonome di Ceuta e Melilla, le isole Baleari e Canarie, ferme alla fase 1, le province di Almería, Cadice, Córdoba, Conca, Guadalajara, Huelva, Jaén e Siviglia e 3 delle 9 regioni sanitarie della Catalogna.[78][79]
- 25 di maggio: si permette il ritorno in aula per lo svolgimento delle lezioni nelle comunità in fase 2, in cui è stato previsto.[51]
- 27 maggio: il Governo dichiara il lutto nazionale per 10 giorni, fino al 6 giugno, in onore delle vittime di COVID-19.[80]
- 28 maggio: nella Comunità di Madrid si modificano gli orari in cui è permesso passeggiare con i bambini: quindi si passa dalla fascia oraria tra le 12:00 e le 19:00, a quella tra le 10:00 e le 13:00 e tra le 17:00 e le 21:00, sovrapponendosi alle fasce orarie degli altri gruppi, le quali restano invariate.[81]

Province e isole per fase

|  |  | Comunità o città autonoma   | Fase odierna                                                              |
|  |  | --------------------------- | ------------------------------------------------------------------------- |
|  |  | Andalusia                   | Fase 1 a Granada e Málaga, fase 2 nelle altre province                    |
|  |  | Aragona                     | Fase 2                                                                    |
|  |  | Asturie                     | Fase 2                                                                    |
|  |  | Isole Baleari               | Fase 2                                                                    |
|  |  | Isole Canarie               | Fase 2                                                                    |
|  |  | Cantabria                   | Fase 2                                                                    |
|  |  | Castiglia-La Mancia         | Fase 2 a Cuenca e Guadalajara, fase 1 nelle altre province                |
|  |  | Castiglia e León            | Fase 1                                                                    |
|  |  | Catalogna                   | Fase 2 nelle 3 regioni sanitarie, fase 1 nelle restanti regioni sanitarie |
|  |  | Ceuta                       | Fase 2                                                                    |
|  |  | Comunità Valenciana         | Fase 1                                                                    |
|  |  | Estremadura                 | Fase 2                                                                    |
|  |  | Galizia                     | Fase 2                                                                    |
|  |  | Comunità autonoma di Madrid | Fase 1                                                                    |
|  |  | Melilla                     | Fase 2                                                                    |
|  |  | Comunità autonoma di Murcia | Fase 2 ad eccezione per il comune di Totana, che resta in fase 1          |
|  |  | Navarra                     | Fase 2                                                                    |
|  |  | Paesi Baschi                | Fase 2                                                                    |
|  |  | La Rioja                    | Fase 2                                                                    |

### Polemiche

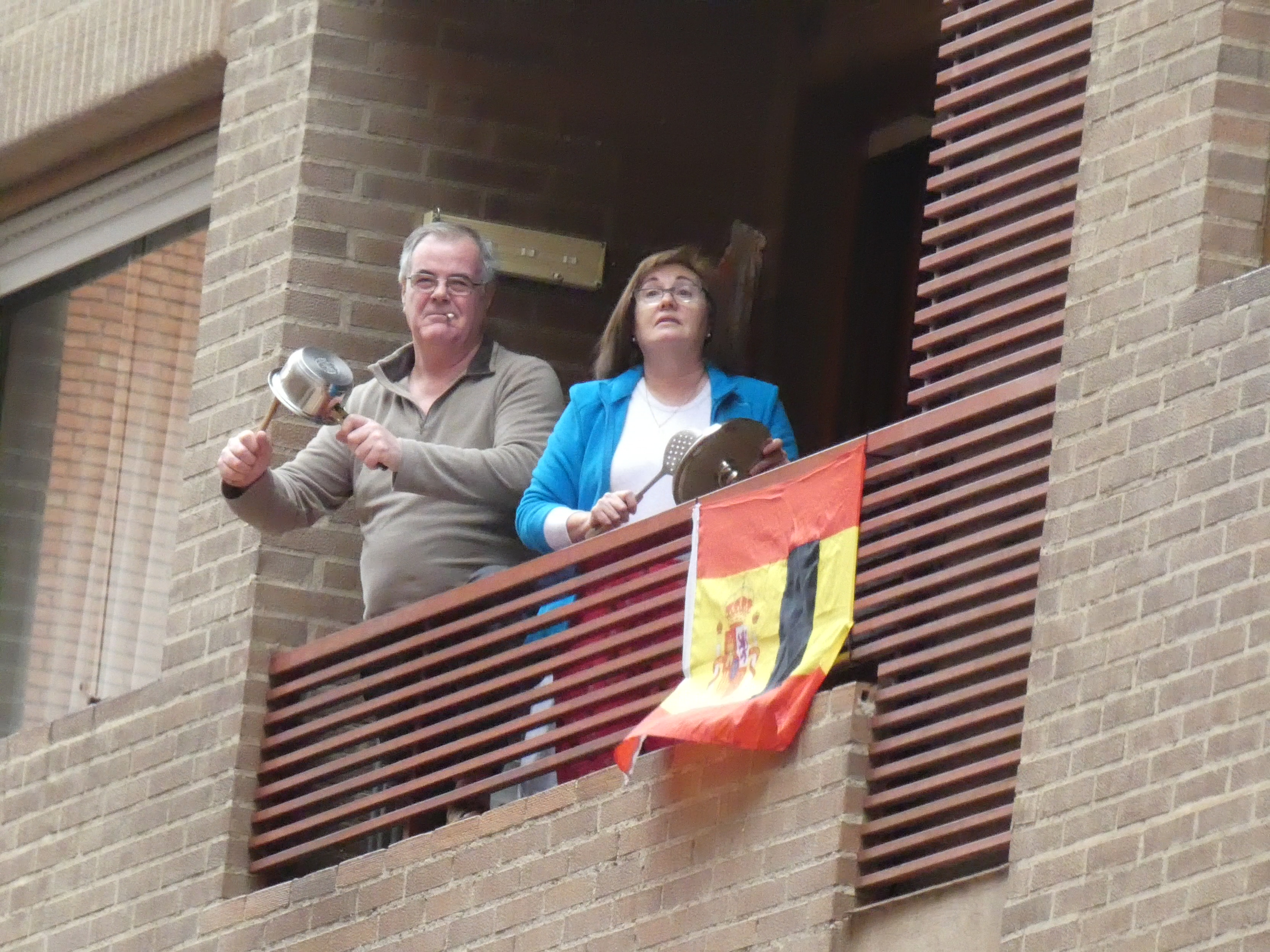
Una coppia mentre protesta durante una manifestazione pacifica a Logroño (25 aprile).

Il malcontento della popolazione riguardo alla gestione della pandemia da parte del Governo ha dato vita a una serie di manifestazioni e proteste per chiedere che l'Esecutivo si dimettesse. Queste proteste hanno avuto origine nel distretto di Salamanca a Madrid, a partire dalla strada Núñez de Balboa, in seguito estese ad altri quartieri della città e ad altre città di Spagna. I rischi sanitari provocati dalla partecipazione in massa alle proteste hanno reso necessaria la presenza delle forze dell'ordine, che si sono preoccupate di far rispettare la distanza di sicurezza tra le persone, dal momento che le proteste non sono state proibite con lo stato di emergenza.
Le manifestazioni, tra cui i raduni di fronte alla sede del PSOE e escraches presso le abitazioni di ministri come José Luis Ábalos o Pablo Iglesias e Irene Montero, hanno ottenuto l'appoggio dei settori della destra, come il partito politico Vox, il quale ha accusato il Governo di non aver agito per far fronte all'emergenza, o la presidentessa della Comunità di Madrid Isabel Díaz Ayuso. Il PSOE, in risposta, ha accusato l'opposizione di "slealtà".
Il processo per il cambio di fase ha provocato le critiche dei differenti governi autonomi: Andalusia, la Comunità Valenciana e Madrid hanno accusato il Governo centrale di impiegare criteri politici per regolamentare il passaggio da una fase all'altra. La Comunità Autonoma di Madrid ha presentato ricorso al Tribunale Supremo contro il Governo, denunciando "l'applicazione di criteri diversi" dopo il rifiuto in due occasioni da parte del Ministero della Salute di far passare la comunità alla fase 1.
Il 23 maggio il partito politico Vox ha organizzato in diverse città spagnole una serie di manifestazioni in auto per protestare contro il Governo. Nonostante le manifestazioni si siano svolte all'interno delle auto, secondo gli organizzatori, per mantenere la distanza interpersonale, alcuni leader del partito non hanno rispettato le misure di sicurezza imposte dalle autorità sanitarie.
In seguito ad un'inchiesta della Guardia Civile sullo svolgimento del 8M, il Ministro dell'Interno Fernando Grande-Marlaska ha richiesto le dimissioni del comandante Diego Pérez de los Cobos giustificandole come una «perdita di fiducia». Poco dopo il generale Laurentino Ceña, numero due della Guardia Civile, si è dimesso in segno di disaccordo con la destituzione di De los Cobos, definendola «ingiusta». Il Governo ha negato le ingerenze nell'inchiesta, in cui si faceva riferimento a Salvador Illa, Ministro della Salute e a Fernando Simón, direttore del CCAES, come responsabili per aver autorizzato lo svolgimento della manifestazione del 8M a Madrid, nonostante fossero venuti a conoscenza dei rischi sanitari dal 5 marzo. Il Partito Popolare, Ciudadanos e Vox si sono scagliati contro queste vicende, avanzando la richiesta di dimissioni di Grande-Marlaska. Il vicepresidente del Governo, Pablo Iglesias, ha accusato il PP di «accusare le Forze e i Corpi di Sicurezza dello Stato di insubordinazione».

## Conseguenze
Le misure di contenimento per la pandemia, secondo il ministro del Lavoro, Yolanda Díaz, hanno portato alla cancellazione di 816 767 posti di lavoro nel periodo che va dal 12 marzo al 12 maggio. Inoltre, a fine aprile, circa 3,3 milioni di lavoratori sono stati interessati dagli ERTE. La cancellazione di differenti eventi di massa ha avuto importante impatto economico: a Valencia, la cancellazione delle Fallas e di La Magdalena ha provocato perdite per 700 milioni di euro e, a Madrid, la cancellazione del Orgullo comporterà perdite stimate per 200 milioni di euro. Anche il turismo è stato penalizzato, con perdite stimate «tra il 30 e il 40 %». Queste perdite saranno, solo a Tenerife, di circa 4,200 miliardi di euro. Altri settori colpiti sono quello agricolo, con perdite stimate tra 60 e 100 milioni solo nella Comunità Valenciana; o quello dell'organizzazione di cerimonie, con perdite calcolate intorno ai 3,500 miliardi di euro, più della metà del fatturato abituale.
Un'inchiesta realizzata da diverse università è giunta alla conclusione che le misure della quarantena ha aumentato il malessere psicologico del 46% degli spagnoli oltre la maggiore età. Secondo i dati della Corporación de Reservas Estratégicas de Productos Petrolíferos (Cores), il consumo di carburanti è calato del 59% ad aprile.
La consigliera della Sanità, Alba Vergés, ha assicurato il 29 Maggio nel Parlamento della Catalogna che la pandemia ha provocato lo spostamento di 70.000 operazioni e sono stati realizzati 34.000 interventi operatori urgenti, la metà rispetto a quelli effettuati nello stesso periodo dell'anno scorso. Inoltre, hanno ricevuto assistenza 257 donne incinte contagiate.

## Galleria d'immagini

### Andalusia

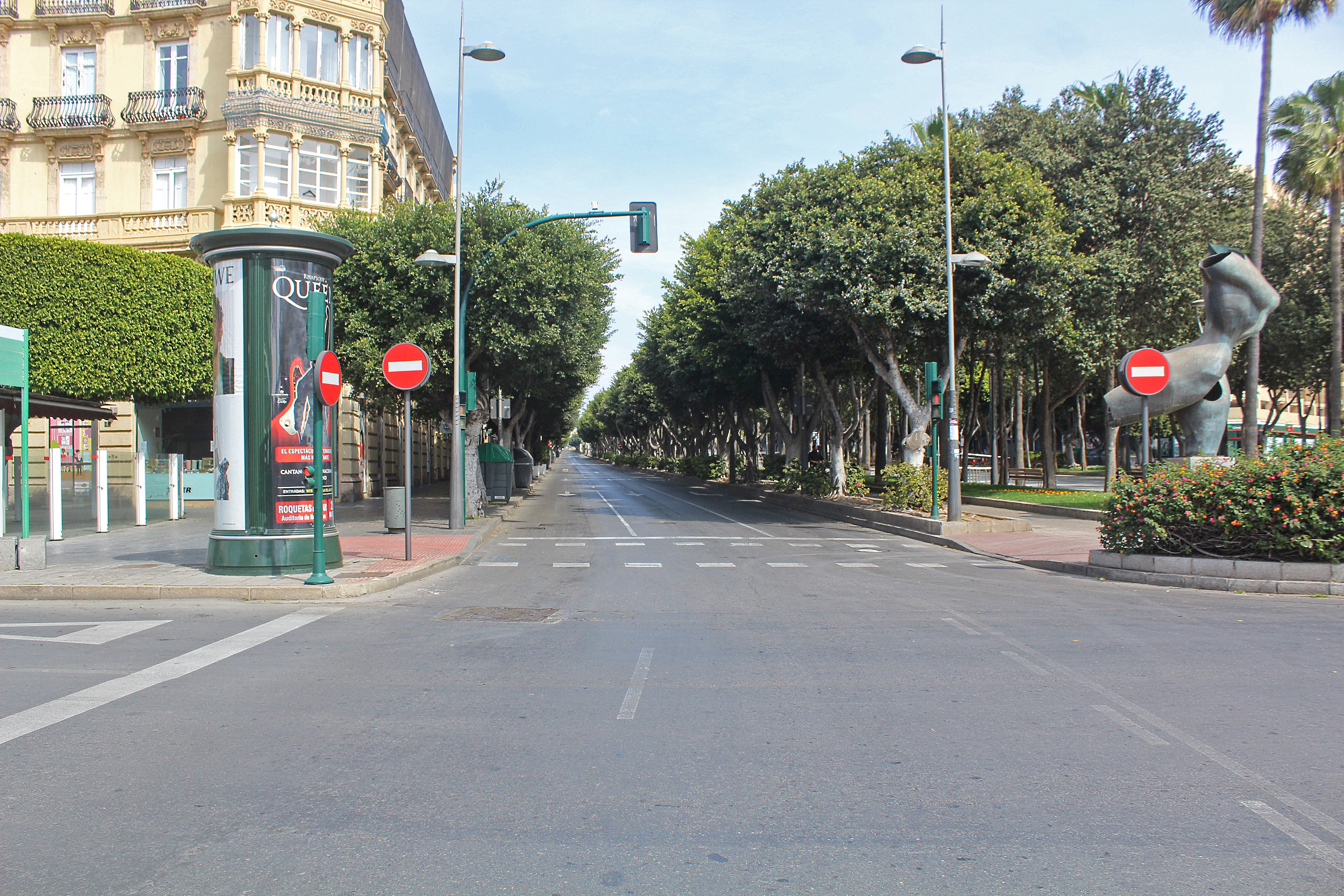
Una via di Almeria il 14 marzo, quando è stata dichiarata la quarantena.

### Catalogna

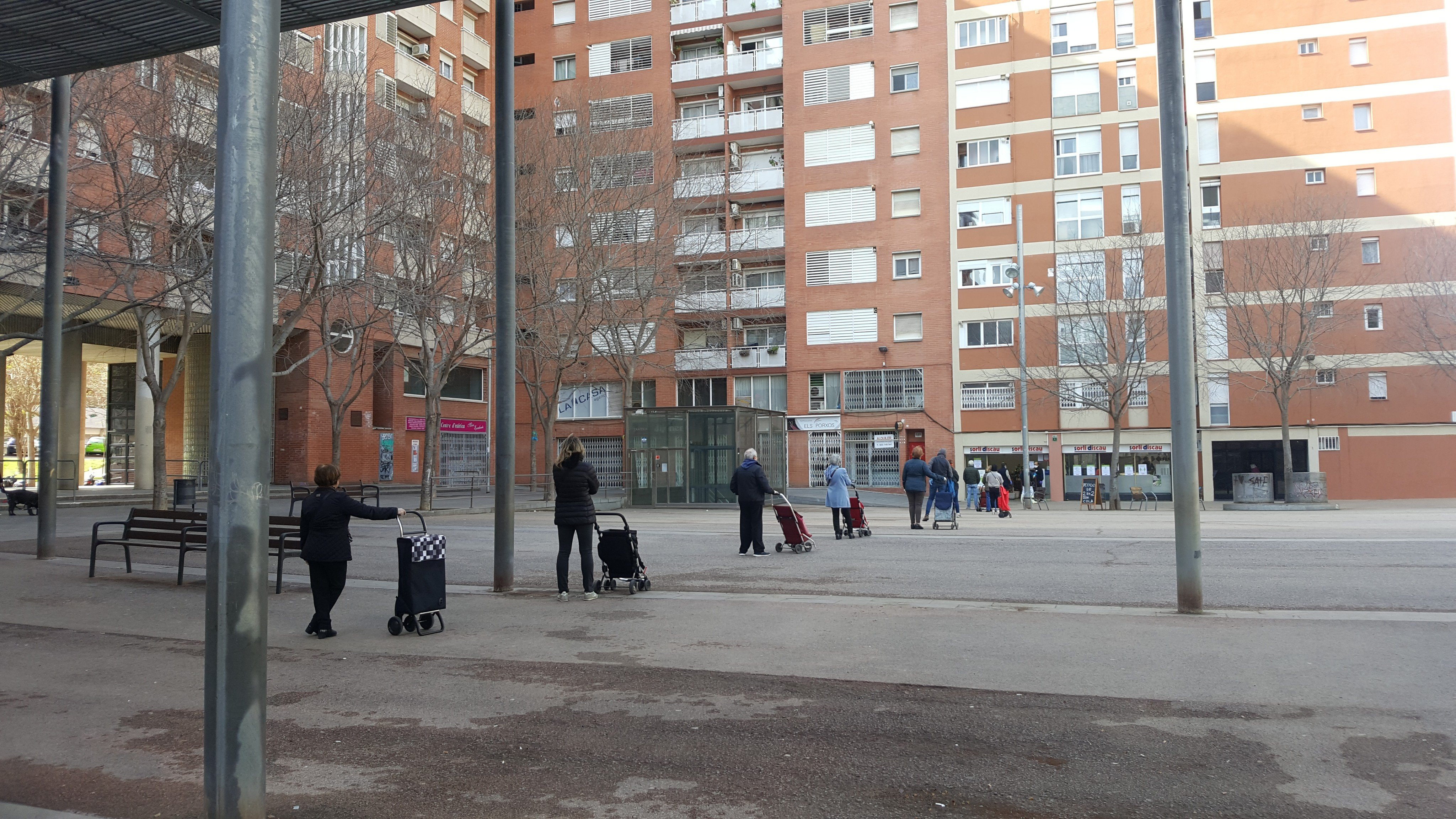
Gente in fila al di fuori di un supermercato di Barcellona durante la quarantena.
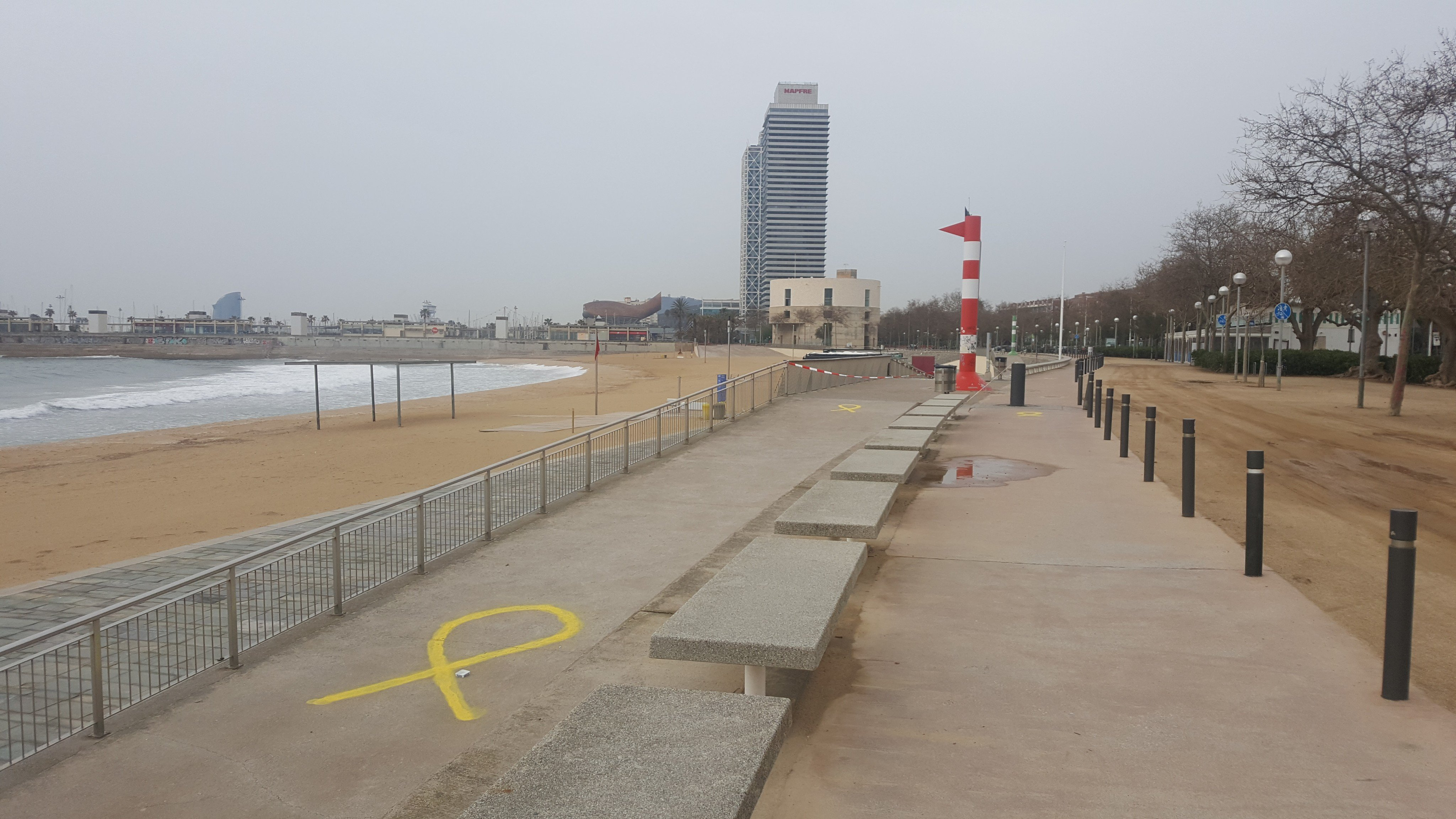
La Piazza de Nova Icària, a Barcellona, il 18 Marzo 2020, durante la quarantena.
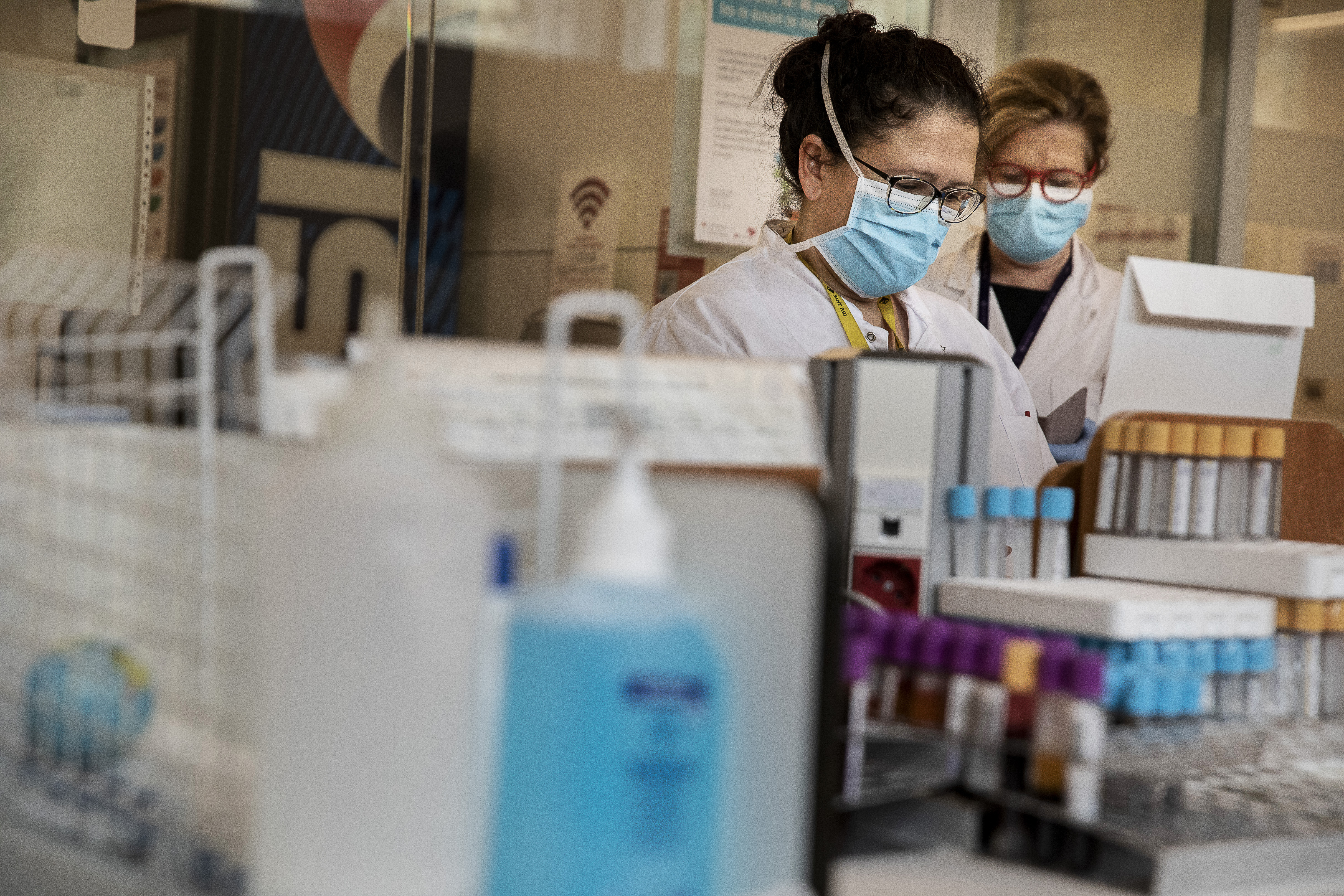
Medici dell'Ospedale de la Santa Cruz e di San Pablo a Barcellona, 24 marzo.

### Comunità Valenziana

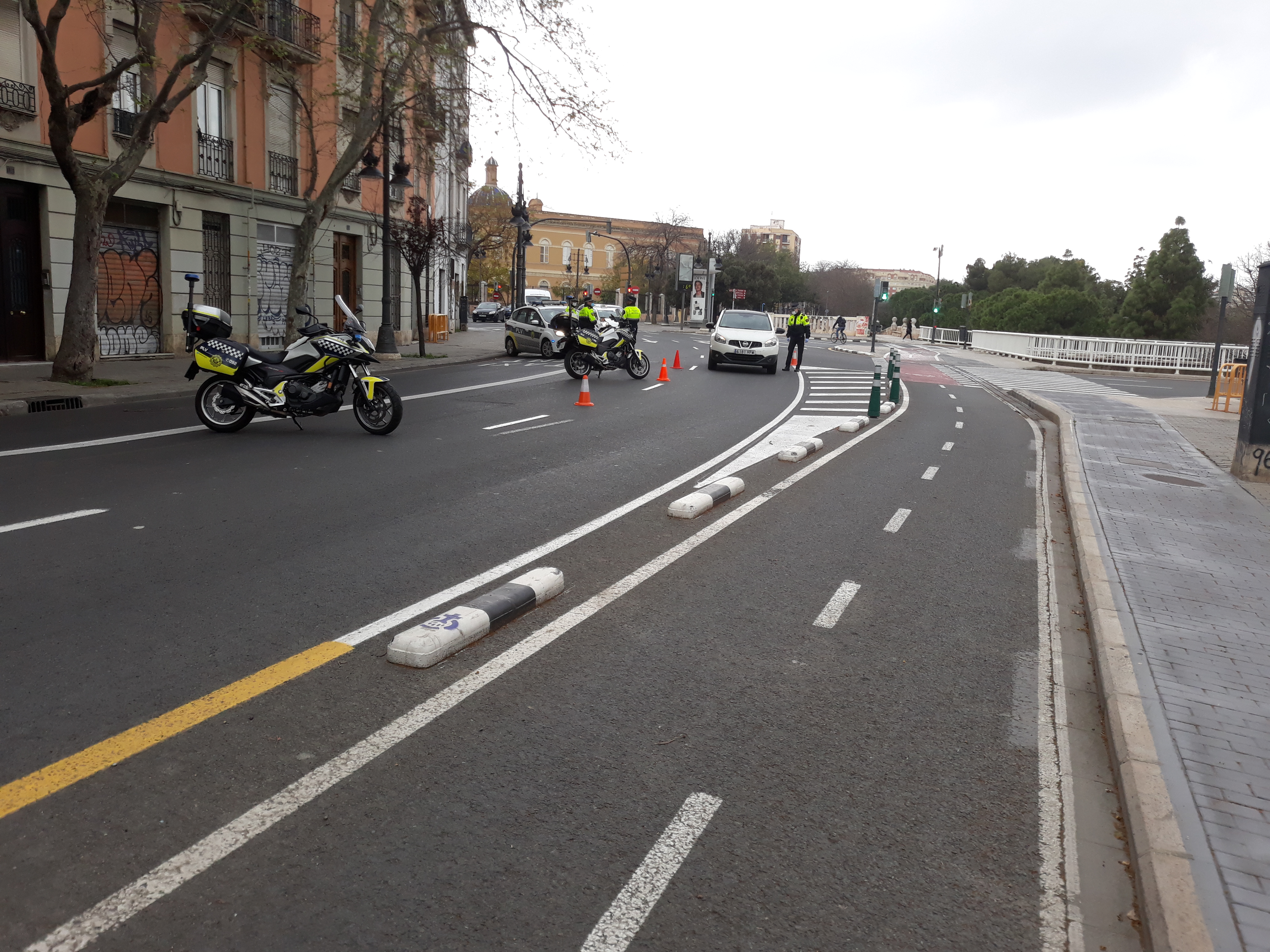
Una strada di Valencia il 20 marzo, durante il confinamento.
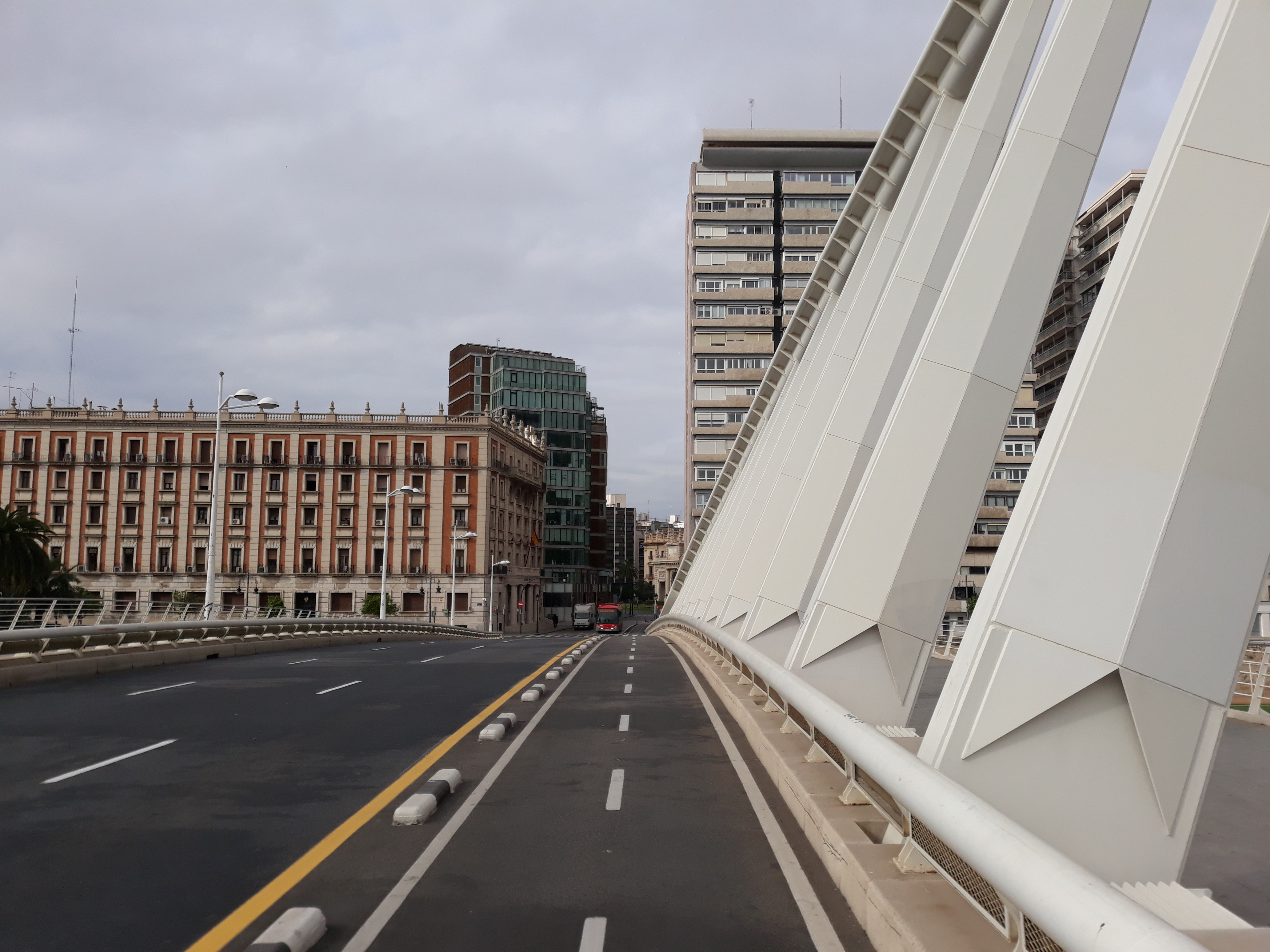
Il Pont de l'Exposició a Valencia il 20 marzo, durante il confinamento.

### Estremadura

Controlli durante la quarantena ad Arroyo de la Luz, in provincia di Cáceres.
Sanificazione all'ospedale di Llerena, in provincia di Badajoz, del 2 Aprile.
Sanificazione a Jerez de los Caballeros, in provincia di Badajoz.

### La Rioja

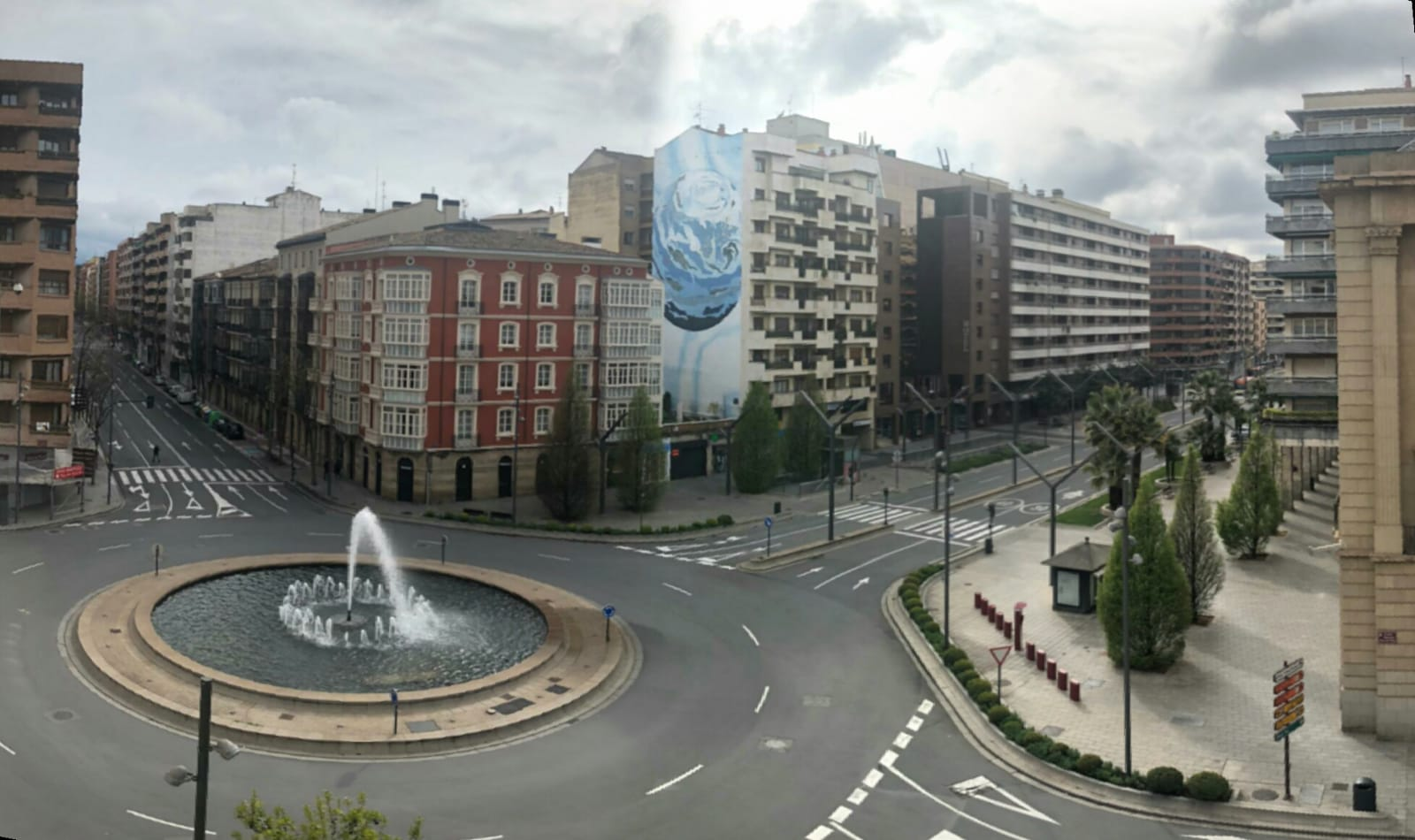
La via Vara de Rey a Logrogno il 1 Aprile, durante la quarantena.

### Navarra

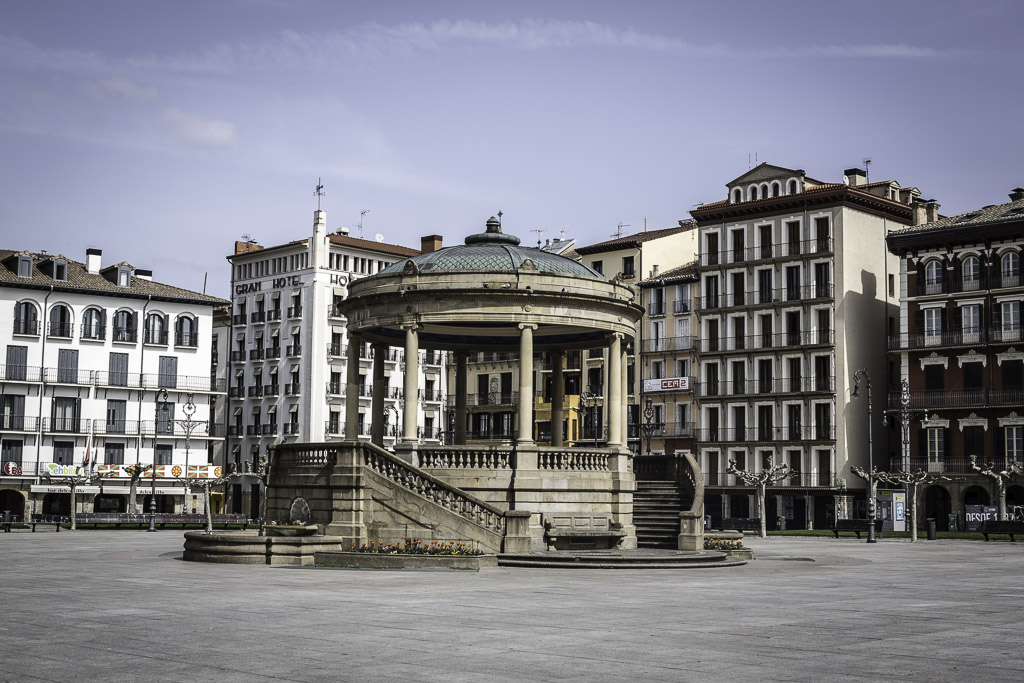
Foto della piazza del Castillo vuota, a Pamplona, il 2 Aprile.
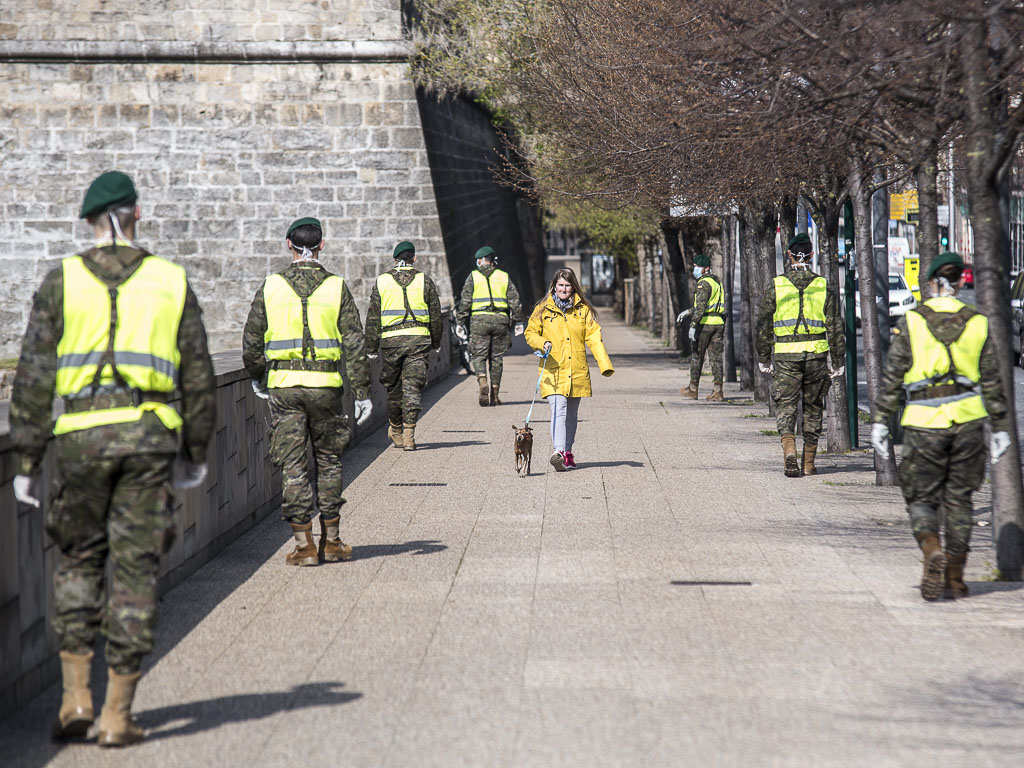
Dispiego di un convoglio militare a Pamplona il 2 aprile.

### Paesi Baschi

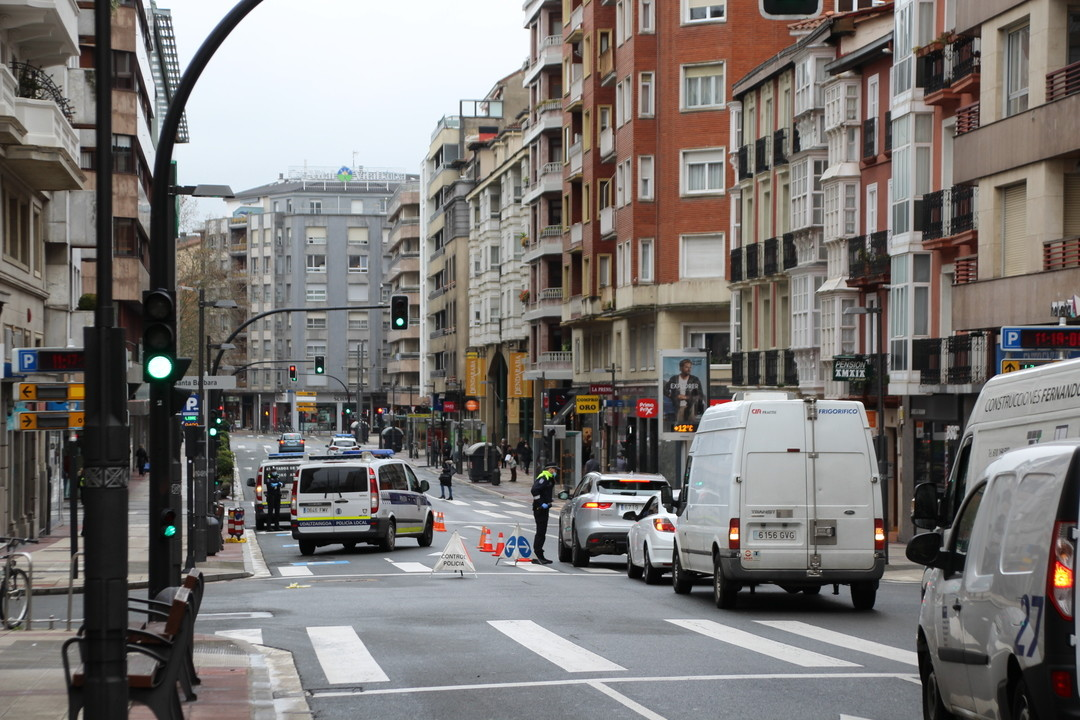
Foto di Vitoria-Gasteiz il 17 Marzo, prima della quarantena.
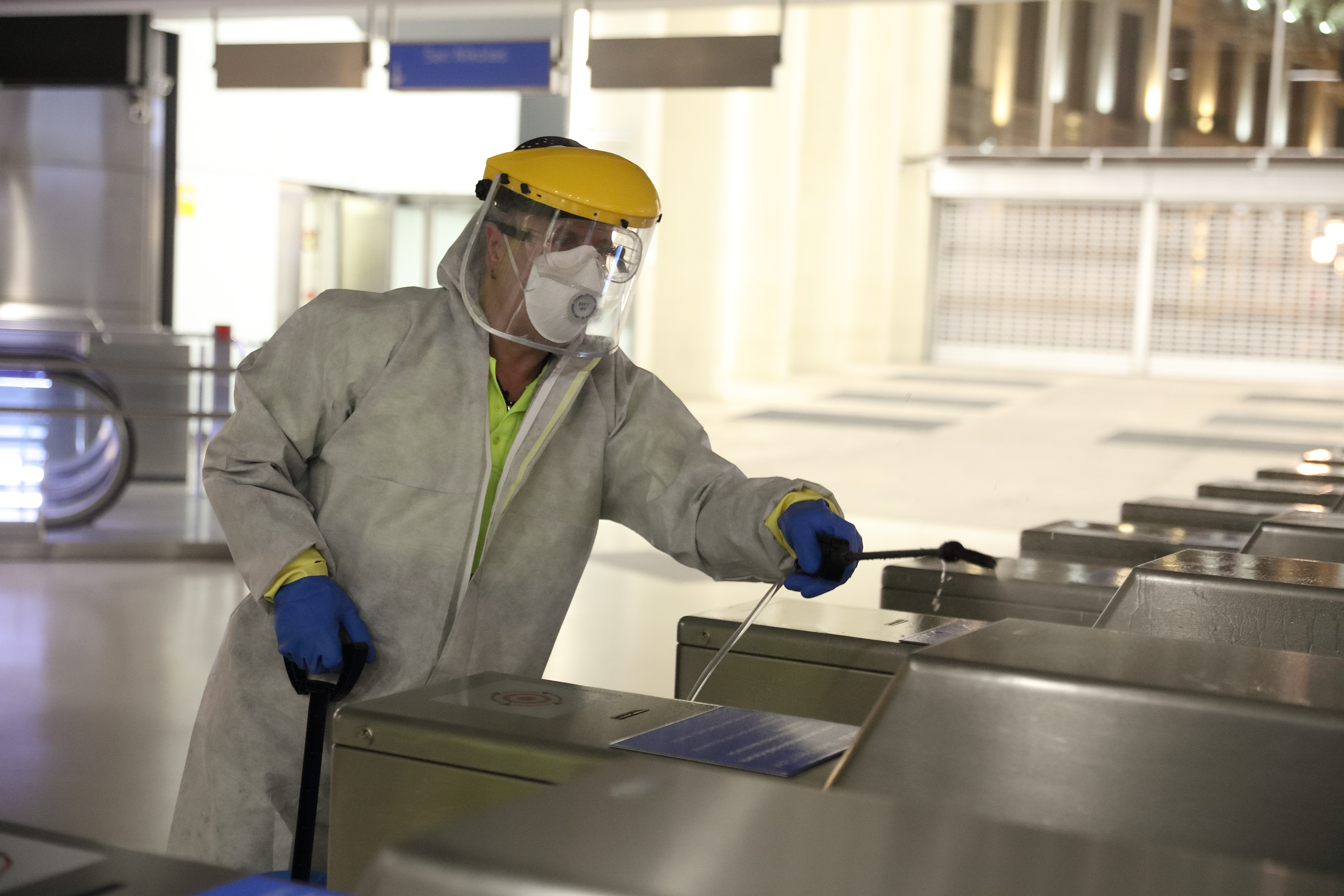
Un operaio mentre sanifica la stazione di Zazpikaleak/Casco Viejo a Bilbao, 21 Marzo.
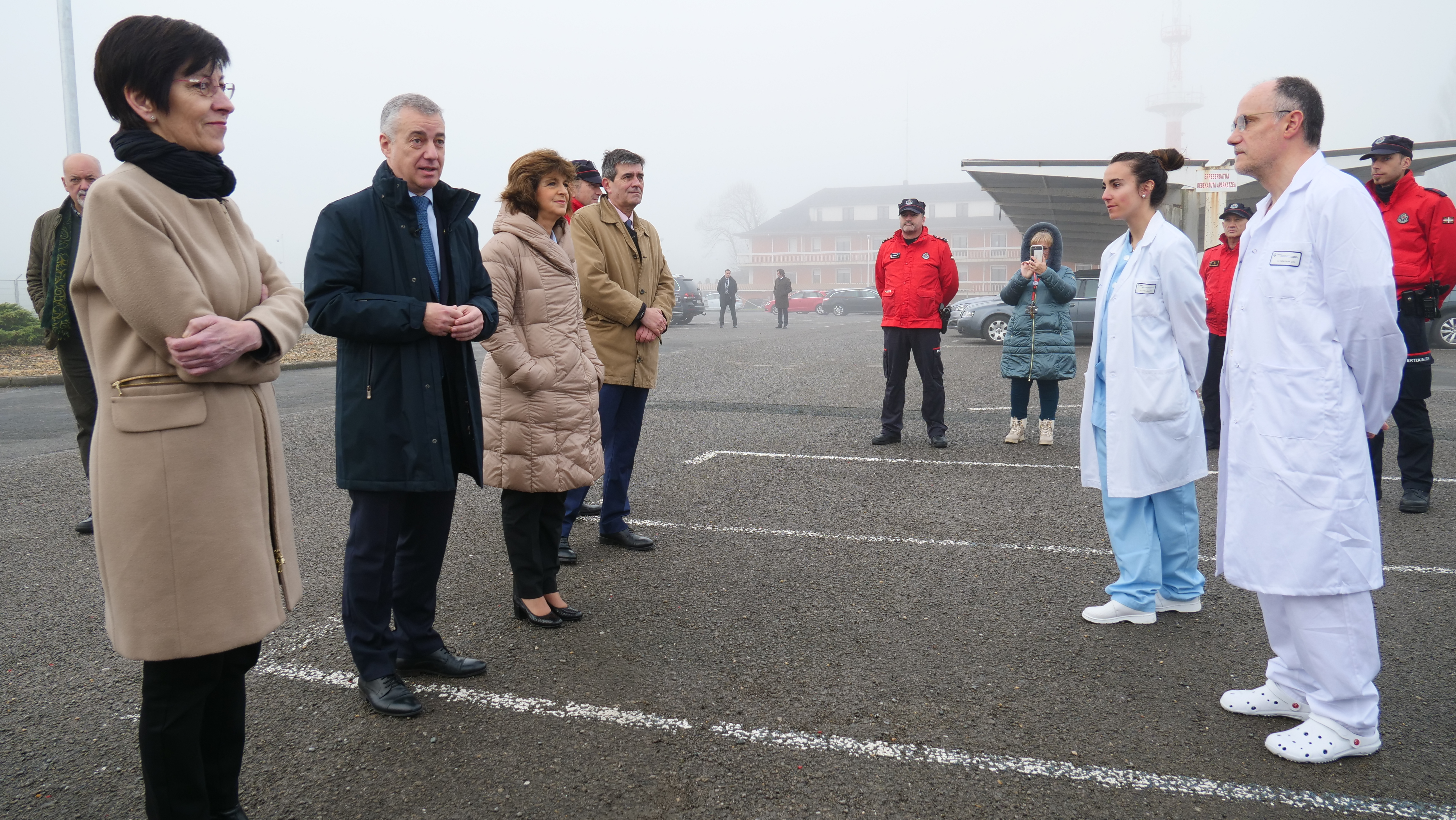
Il lehendakari durante la visita ad Arcaute per ottenere informazioni sulla nuova operazione di Salute e Sicurezza.

### Fonti
1. ↑   Carlos E. Cué, El Gobierno informa de que es la única autoridad en toda España, limita los desplazamientos y cierra comercios, su El País, 14 marzo 2020. URL consultato il 15 marzo 2020.
2. 1 2  (EN) Spain government set to order nationwide coronavirus lockdown, 14 marzo 2020. URL consultato il 14 marzo 2020.
3. ↑  (EN) Barbara Kollmeyer, Spain may be a week ahead of the U.S. in its coronavirus quarantine: Here’s what you can learn from its experience, su MarketWatch, 14 marzo 2020.
4. ↑  (EN) Spain to impose nationwide lockdown – El Mundo, su nationalpost.com, 14 marzo 2020. URL consultato il 14 marzo 2020.
5. ↑   Real Decreto 463/2020, de 14 de marzo, por el que se declara el estado de alarma para la gestión de la situación de crisis sanitaria ocasionada por el COVID-19 (PDF), in Boletín Oficial del Estado, n. 67, Agencia Estatal Boletín Oficial del Estado, 14 marzo 2020,  pp. 25390-25400, ISSN 0212-033X (WC · ACNP).
6. ↑   ¿Qué es un ERTE y cuales son tus derechos como trabajador?, 27 marzo 2020. URL consultato il 17 maggio 2020.
7. ↑   Ministerio de Sanidad, Consumo y Bienestar Social - Profesionales - Situación actual Coronavirus, su mscbs.gob.es. URL consultato il 14 marzo 2020 (archiviato dall'url originale il 18 maggio 2020).
8. ↑   Más de 31.000 denunciados y 350 detenidos por incumplir la cuarentena, 20 marzo 2020. URL consultato il 17 maggio 2020.
9. ↑   Mikel Segovia, El Gobierno vasco cierra todos los colegios, universidades y guarderías de Vitoria durante dos semanas, su El Independiente, 9 marzo 2020.
10. ↑   La Comunidad de Madrid aprueba medidas extraordinarias por el coronavirus, su comunidad.madrid, Comunidad de Madrid, 9 marzo 2020.
11. ↑   Marta Belver, Madrid cierra guarderías, colegios y universidades como mínimo 15 días, su El Mundo.
12. ↑   María Vega, España prohíbe todos los vuelos directos a Italia hasta el 25 de marzo, su El Español, 10 marzo 2020.
13. ↑   La Rioja suspende las clases en colegios y universidades durante quince días, su eldiario.es, 10 marzo 2020.
14. ↑   Cierran todos los centros educativos de Aragón desde el próximo lunes, 12 marzo 2020. URL consultato il 6 maggio 2020.
15. ↑   Coronavirus: La UCLM suspende las clases y todas las actividades presenciales a partir del lunes 16, 13 marzo 2020. URL consultato il 6 maggio 2020.
16. ↑   Cataluña decreta el cierre de las escuelas a partir de mañana, 12 marzo 2020. URL consultato il 6 maggio 2020.
17. ↑   Pedro Sánchez decreta el estado de alarma en toda España para frenar la expansión del coronavirus, su El Mundo. URL consultato il 13 marzo 2020.
18. ↑   Madrid acumula ya 64 muertes y 2000 casos confirmados de coronavirus, su El País. URL consultato il 13 marzo 2020.
19. ↑   La Comunidad de Madrid decreta el cierre de todos los establecimientos menos comercios de alimentación y farmacias para evitar la propagación del coronavirus, su El Mundo. URL consultato il 13 marzo 2020.
20. ↑   Pymes y autónomos podrán aplazar hasta 30.000 euros en el pago de impuestos durante seis meses, su El País. URL consultato il 13 marzo 2020.
21. ↑  «BOE.es - Documento BOE-A-2020-3580». www.boe.es. Consultado el 13 de marzo de 2020.
22. ↑   La ministra Irene Montero, primer positivo por coronavirus en el Gobierno, su La Vanguardia. URL consultato il 13 marzo 2020.
23. ↑   Carolina Darias, segunda ministra tras Montero que da positivo en coronavirus en las pruebas hechas a todo el Ejecutivo, su 20 Minutos. URL consultato il 13 marzo 2020.
24. 1 2 3  «Real Decreto 463/2020, de 14 de marzo, por el que se declara el estado de alarma para la gestión de la situación de crisis sanitaria ocasionada por el COVID-19».
25. ↑   El Gobierno cambia de criterio y ordena el cierre de peluquerías durante el estado de alarma, 15 marzo 2020. URL consultato il 6 maggio 2020.
26. ↑   El Gobierno obliga a quedarse en casa a los trabajadores de servicios no esenciales del 30 de marzo al 9 de abril, 28 marzo 2020. URL consultato il 6 maggio 2020.
27. ↑   No se ha prohibido el despido con el coronavirus, se ha encarecido., Vozpopuli, 28 marzo 2020. URL consultato il 6 maggio 2020 (archiviato dall'url originale il 29 marzo 2020).
28. ↑   El Gobierno dirigirá una desescalada asimétrica que estudia con las autonomías, su laopiniondemalaga.es, 24 aprile 2020. URL consultato il 25 aprile 2020.
29. ↑   Asimétrica y dirigida por el Gobierno: así será la desescalada del confinamiento de las comunidades, su rtve.es, 24 aprile 2020. URL consultato il 25 aprile 2020).
30. ↑   El PP se abstiene en la votación de la prórroga del estado de alarma entre críticas al "absolutismo" de Pedro Sánchez, 6 maggio 2020. URL consultato il 6 maggio 2020.
31. ↑   El PNV asegura la prórroga del estado de alarma con su voto a favor, 6 maggio 2020. URL consultato il 6 maggio 2020.
32. ↑   Sánchez se compromete a dar más protagonismo a las autonomías en la gestión de la crisis tras su pacto con el PNV, 6 maggio 2020. URL consultato il 6 maggio 2020.
33. ↑   Espinosa niega que Vox lidere las protestas, pero admite que participan en ellas, 19 maggio 2020. URL consultato il 19 maggio 2020.
34. ↑   Sánchez salva la prórroga pero agrieta la mayoría de izquierdas, 21 maggio 2020. URL consultato il 21 maggio 2020.
35. ↑   El Gobierno solicitará al Congreso una última prórroga del estado de alarma hasta el 27 de junio, 19 maggio 2020. URL consultato il 19 maggio 2020.
36. ↑   Sánchez pacta con Ciudadanos la quinta prórroga del estado de alarma de 15 días, 19 maggio 2020. URL consultato il 19 maggio 2020.
37. ↑   El PP votará 'no' a la prórroga del estado de alarma y exige corredores sanitarios para que lleguen turistas, 18 maggio 2020. URL consultato il 19 maggio 2020.
38. ↑   Ciudadanos no apoyará una prórroga del estado de alarma de 30 días, 18 maggio 2020. URL consultato il 19 maggio 2020.
39. ↑   Sánchez Hidalgo e Álvarez, Estas son las cuatro fases de la desescalada en España aprobadas por el Gobierno., su EL PAIS, 29 aprile 2020.
40. ↑  Anexo II.- Previsión orientativa para el levantamiento de las limitaciones de ámbito nacional establecidas en el estado de alarma, en función de las fases de transición a una nueva normalidad en lamoncloa.gob.es
41. ↑   Guía de la desescalada: consulte en qué fase está su provincia y cuáles son las actividades permitidas, su El País, 8 maggio 2020. URL consultato l'8 maggio 2020 (archiviato dall'url originale l'8 maggio 2020).
42. ↑   Illa confirma para Madrid una fase 0,5 con algunas restricciones menos, 15 maggio 2020. URL consultato il 15 maggio 2020.
43. ↑   Orden SND/399/2020, de 9 de mayo, in BOE, n. 130, 9 maggio 2020,  pp. pp. 31998-32026. URL consultato il 10 maggio 2020.
44. ↑   El Gobierno permitirá reuniones de hasta 10 personas y una ocupación del 50% en terrazas en la fase 1, 2 maggio 2020. URL consultato il 4 maggio 2020.
45. ↑   Las franjas horarias para paseos y deporte se mantendrán en la fase 1 pero Sanidad aún tiene que valorar cómo, 8 maggio 2020. URL consultato l'8 maggio 2020.
46. ↑   La caza y la pesca deportiva y recreativa estarán permitidas desde este lunes al encontrarse en Fase 1, 18 maggio 2020. URL consultato il 19 maggio 2020.
47. ↑   El Gobierno aprueba una desescalada a la carta para el País Vasco al margen del resto, 9 maggio 2020. URL consultato il 10 maggio 2020.
48. ↑   La restrictiva fase 1 en el País Vasco: prohibido salir del municipio y celebrar reuniones en casa, 11 maggio 2020. URL consultato l'11 maggio 2020.
49. ↑   Orden SND/414/2020, de 16 de mayo (Disposición final segunda, puntos uno y seis), in BOE, n. 138, 16 maggio 2020,  pp. pp. 33312-33344. URL consultato il 20 maggio 2020.
50. ↑   Orden SND/414/2020, de 16 de mayo, in BOE, n. 138, 16 maggio 2020,  pp. pp. 33312-33344. URL consultato il 16 maggio 2020.
51. 1 2   Sanidad permite reanudar las clases presenciales de cualquier curso en la fase 2, 19 maggio 2020. URL consultato il 19 maggio 2020.
52. ↑   Tiendas, bares, deporte... Guía de las fases desescalada en España por coronavirus, 30 aprile 2020. URL consultato il 3 maggio 2020.
53. ↑   Orden SND/380/2020, de 30 de abril, sobre las condiciones en las que se puede realizar actividad física no profesional al aire libre durante la situación de crisis sanitaria ocasionada por el COVID-19., in BOE, n. 121, Agencia Estatal Boletín Oficial del Estado, 1º maggio 2020,  pp. pp. 30925-30929. URL consultato il 1º maggio 2020.
54. ↑   Paseos y deporte: los municipos de menos de 5000 habitantes no tienen horario[collegamento interrotto], 30 aprile 2020. URL consultato il 2 maggio 2020.
55. ↑   Cómo serán las franjas horarias en la fase 1 de desescalada del coronavirus, 10 maggio 2020. URL consultato il 10 maggio 2020.
56. ↑   Las comunidades podrán adelantar o retrasar dos horas las franjas horarias durante la desescalada del coronavirus, 9 maggio 2020. URL consultato il 10 maggio 2020.
57. ↑   El Gobierno amplía el horario para practicar deporte no profesional en la fase 2, 16 maggio 2020. URL consultato il 16 maggio 2020.
58. ↑   Preguntas frecuentes para la fase 1 de la desescalada, Civio, 27 maggio 2020. URL consultato il 29 maggio 2020.
59. ↑   La desescalada en España por la Covid-19 empezará el 11 de mayo por islas y provincias y durará hasta finales de junio, 28 aprile 2020. URL consultato il 7 maggio 2020.
«Con la salvedad de que ya se ha decidido que Formentera en las Baleares y La Gomera, El Hierro y La Graciosa en Canarias, se anticipan y a partir del 4 entran directamente en la fase 1»
60. ↑   La mayoría de comunidades autónomas solicitan pasar a fase 1 el próximo lunes, 5 de mayo. URL consultato l'8 maggio 2020.
61. ↑   Catalunya solicita que tres regiones sanitarias pasen a la fase 1, 6 maggio 2020. URL consultato l'8 maggio 2020.
62. ↑   El Gobierno crea estupefacción en la Junta al anunciar que solo pasan de fase 26 áreas de salud tras sugerir que fuesen 39, 8 maggio 2020. URL consultato l'8 maggio 2020.
63. ↑   La DGA pide que Aragón acceda a la fase 1 de la desescalada y varias comarcas pasen directamente a la 2, 8 maggio 2020. URL consultato il 9 maggio 2020.
64. ↑   Trece concejos del Eo-Navia y los valles del Oso sin virus optan a adelantarse en la normalidad, 7 maggio 2020. URL consultato il 9 maggio 2020.
65. ↑   ¿Qué tiene que pasar para que el lunes tu provincia avance a la fase 1 de desescalada?, su elconfidencial.com, 7 maggio 2020. URL consultato il 7 maggio 2020.
66. ↑   Estas son las provincias que pasan el lunes a la fase 1, 8 maggio 2020. URL consultato l'8 maggio 2020.
67. ↑   Treviño pasará a Fase 1 al estar dentro de Álava, aunque su provincia, Burgos, no lo hará, 8 maggio 2020. URL consultato il 9 maggio 2020.
68. ↑   Se amplía el horario de paseo y deporte hasta medianoche por Ramadán, 9 maggio 2020. URL consultato il 12 maggio 2020.
69. ↑   Orden nº 1812 de fecha 11 de mayo de 2020, relativa a condiciones y horarios de actividades dentro del territorio municipal de la Ciudad Autónoma de Melilla, que se establecen para el periodo comprendido entre el 11 de mayo y 24 de mayo de 2020., in Boletín Oficial de Melilla, Extraordinario n.º 15, 12 maggio 2020,  pp. 274-276. URL consultato il 12 maggio 2020.
70. ↑   Madrid, C-LM y Valencia piden pasar de nuevo a Fase 1, Cataluña deja fuera a Barcelona y CyL solo algunas zonas, 13 maggio 2020. URL consultato il 13 maggio 2020.
71. ↑   Torra y Colau piden al Gobierno una "fase 0,5" para Barcelona con la apertura de comercios pero sin visitas familiares, 14 maggio 2020. URL consultato il 14 maggio 2020.
72. ↑   Cervera, Guardo, Paredes y Villamuriel de Cerrato, propuestas para la fase 1, 14 maggio 2020. URL consultato il 14 maggio 2020.
73. ↑   Así queda el mapa de la desescalada: estos son los territorios en fase 0, 1 y 2 desde el lunes 18 de mayo, 15 maggio 2020. URL consultato il 15 maggio 2020.
74. ↑   Madrid, Barcelona y más de la mitad de Castilla y León se quedan en fase cero pero con menos restricciones, 15 maggio 2020. URL consultato il 15 maggio 2020.
75. ↑   Todas las autonomías menos la Comunidad Valenciana solicitan avanzar de fase el lunes, 20 maggio 2020. URL consultato il 20 maggio 2020.
76. ↑   lavozdegalicia.es,  https://www.lavozdegalicia.es/noticia/sociedad/2020/05/20/preguntas-respuestas-sobre-mascarillas/00031589984598454529440.htm.
77. ↑   Fase 2 en Euskadi, qué se podrá hacer, 23 maggio 2020. URL consultato il 23 maggio 2020.
78. ↑   La Región pasa a la fase 2 este lunes, 22 maggio 2020. URL consultato il 22 maggio 2020.
79. ↑   DIRECTO | Estas son las provincias que Sanidad permite pasar a la fase 1 y 2, su SER, 22 maggio 2020. URL consultato il 22 maggio 2020 (archiviato dall'url originale il 22 maggio 2020).
80. ↑   España abre desde este miércoles el luto oficial más largo de la democracia, 27 maggio 2020. URL consultato il 27 maggio 2020.
81. ↑   Madrid cambia el horario de paseo de los niños a partir de este jueves, 26 maggio 2020. URL consultato il 26 maggio 2020.
82. ↑   Protestas y caceroladas en algunas zonas de Madrid para criticar al Gobierno, 16 maggio 2020. URL consultato il 21 maggio 2020.
83. ↑  (ES) Las protestas contra Sánchez se multiplican ante un gran despliegue policial, su abc, 18 maggio 2020. URL consultato il 27 maggio 2020.
84. ↑   Las manifestaciones contra el Gobierno de Sánchez y el confinamiento se extienden a otras ciudades, su Nius Diario, 16 maggio 2020. URL consultato il 27 maggio 2020.
85. ↑   Nuevas protestas contra el Gobierno en distintas ciudades de España, 18 maggio 2020. URL consultato il 21 maggio 2020.
86. ↑   Las caceroladas contra el Gobierno se extienden a Barcelona, 20 maggio 2020. URL consultato il 21 maggio 2020.
87. ↑   Protestas en Oviedo pidiendo la dimisión del Gobierno de España. URL consultato il 21 maggio 2020.
88. ↑   Mucha policía, poca restricción: la 'revuelta' en el barrio de Salamanca crece sin control, 14 maggio 2020. URL consultato il 21 maggio 2020.
89. ↑   La presencia policial impide aglomeraciones en la protesta en Madrid contra Sánchez. URL consultato il 21 maggio 2020.
90. ↑   La Fiscalía afirma que el estado de alarma no justifica prohibir todas las manifestaciones, 21 maggio 2020. URL consultato il 21 maggio 2020.
91. ↑   José Luis Ábalos sufre otro escrache en las inmediaciones de su domicilio, 20 maggio 2020. URL consultato il 21 maggio 2020.
92. ↑   Protestas ante la sede del PSOE con gritos reclamando 'libertad' y exigiendo la dimisión del Gobierno, 20 maggio 2020. URL consultato il 21 maggio 2020.
93. ↑   Vídeo: la cacerolada contra el Gobierno llega al chalé de Pablo Iglesias, 18 maggio 2020. URL consultato il 21 maggio 2020.
94. ↑   El PP opta por la moderación frente a Vox y no alentará las protestas contra el Gobierno, 20 maggio 2020. URL consultato il 21 maggio 2020.
95. ↑   Abascal acusa al Gobierno de conocer el riesgo de la pandemia desde febrero, 21 maggio 2020. URL consultato il 21 maggio 2020.
96. ↑   Ayuso defiende las protestas contra el Gobierno: "¿Son Cayetanos? son ciudadanos que se arruinan", 21 maggio 2020. URL consultato il 21 maggio 2020.
97. ↑   Casado rompe con Sánchez por las acusaciones de Lastra: "No merece el apoyo de la oposición", 9 aprile 2020. URL consultato il 21 maggio 2020.
98. ↑   La Junta afirma que hay un «criterio político» para no pasar a toda Andalucía a la fase 1, 11 maggio 2020. URL consultato il 21 maggio 2020.
99. ↑   Ximo Puig: «Frente a 232 páginas de nuestro informe, el Gobierno nos ha contestado con nueve palabras», 11 maggio 2020. URL consultato il 21 maggio 2020.
100. ↑   Ayuso cree que Sánchez trata a la Sanidad madrileña como si fuera "del Tercer Mundo", 17 maggio 2020. URL consultato il 21 maggio 2020.
101. ↑   Madrid aduce ante el Tribunal Supremo aplicación arbitraria de criterios para pasar de fase, 21 maggio 2020. URL consultato il 21 maggio 2020.
102. ↑   Vox recurre al TSJ la prohibición de manifestaciones en coche el 23 de mayo en la Comunidad, El Mundo, 19 maggio 2020. URL consultato il 24 maggio 2020 (archiviato dall'url originale il 26 maggio 2020).
103. ↑   Tocándose y sin respetar la distancia: dirigentes de Vox se saltan las normas en la manifestación de Madrid, 23 maggio 2020. URL consultato il 24 maggio 2020.
104. ↑   Marlaska destituye al coronel Pérez de los Cobos, que investigaba la manifestación del 8-M y la gestión de Fernando Simón, 26 maggio 2020. URL consultato il 27 maggio 2020.
105. ↑   Dimite Laurentino Ceña, número dos de la Guardia Civil, por la «injusta» destitución de De los Cobos, 27 maggio 2020. URL consultato il 27 maggio 2020.
106. ↑   Marlaska dice desconocer el informe de la Guardia Civil del 8-M y niega injerencias, 27 maggio 2020. URL consultato il 27 maggio 2020.
107. ↑   La Guardia Civil señala al ministro Illa y al doctor Simón en su último informe, 26 maggio 2020. URL consultato il 27 maggio 2020.
108. ↑   La oposición carga contra Marlaska y pide su dimisión por el polémico cese de Pérez de los Cobos, 27 maggio 2020. URL consultato il 27 maggio 2020.
109. ↑   Pablo Iglesias acusa al PP de llamar a la insubordinación de las Fuerzas y Cuerpos de Seguridad del Estado, 27 maggio 2020. URL consultato il 27 maggio 2020.
110. ↑   El COVID-19 destruyó 816.767 empleos en sus dos primeros meses, su efe.com, 25 maggio 2020. URL consultato il 26 maggio 2020.
111. ↑   Unos 300.000 afectados por los ERTE ya han vuelto al trabajo, 21 maggio 2020. URL consultato il 27 maggio 2020.
112. ↑   Coronavirus: Puig cifra en 700 millones el impacto económico tras la suspensión de las Fallas y La Magdalena, 11 marzo 2020. URL consultato il 27 maggio 2020.
113. ↑   Madrid perderá este año 200 millones por la no celebración del Día del Orgullo, 27 maggio 2020. URL consultato il 27 maggio 2020.
114. ↑   El turismo español sufrirá pérdidas de entre el 30% y el 40%, 27 maggio 2020. URL consultato il 27 maggio 2020.
115. ↑   Las pérdidas del sector turístico superarán los 4.200 millones, 24 maggio 2020. URL consultato il 27 maggio 2020.
116. ↑   El sector valenciano de flores y plantas exige ayudas al Gobierno tras perder entre 60 y 100 millones, 27 maggio 2020. URL consultato il 27 maggio 2020.
117. ↑   El sector de las bodas prevé pérdidas de 3.500 millones por el coronavirus, 25 maggio 2020. URL consultato il 27 maggio 2020.
118. ↑   El confinamiento provoca el aumento del malestar psicológico en casi la mitad de los españoles, su Heraldo de Aragón, 25 maggio 2020. URL consultato il 26 maggio 2020.
119. ↑   Europa Press, El consumo de combustibles de automoción se derrumba un 59% en abril y cae a mínimos históricos por Covid-19, su europapress.es, 29 maggio 2020. URL consultato il 29 maggio 2020.
120. ↑  (ES) La crisis sanitaria por el coronavirus agrava el problema de las listas de espera en Cataluña, su ELMUNDO, 29 maggio 2020. URL consultato il 29 maggio 2020.

### Integrazioni
1. ↑  Nótese que aunque muchas referencias indiquen que el final de esta prórroga hubiera sido el 27 de junio, se indica también que sería a las 0:00 por lo que en la práctica la prórroga solo hubiera abarcado hasta el 26 a las 24:00
2. ↑  Los requisitos para avanzar de fase son el número de casos, las capacidades sanitarias, la capacidad de proveer de medidas de protección colectiva y los datos de movilidad
3. ↑  Como se indica más adelante, las islas de Formentera, El Hierro, La Gomera y La Graciosa entraron en esta fase una semana antes que el resto de territorios
4. ↑  Se entienden como "comercios pequeños" aquellos cuya superficie útil ("de exposición y venta") sea igual o inferior a 400Template:Esdm² y estén fuera de parques o centros comerciales
5. ↑  Según la Orden SND/414/2020, "el final de la vida o el alivio de descompensación neurocognitiva del residente"
6. ↑  Alto Pirineo y Arán, Campo de Tarragona y Tierras del Ebro
7. ↑  Alcoy, Denia, Elda, Gandía, Játiva-Onteniente, Marina Baja, Orihuela, Requena, Torrevieja y Vinaroz
8. ↑  Alaejos, Alcañices, Aldeavilla de la Ribera, Alta Sanabria, Carbajales de Alba, Corrales del Vino, Esguevillas de Esgueva, Espinosa de los Monteros, Lumbrales, Matallana de Torio, Mayorga de Campos, Miranda del Castañar, Muñico, Pampliega, Quintanar de la Sierra, Riaño, Robleda, San Pedro Manrique, Santibañez de Vidriales, Sedano, Torquemada, Truchas, Tábara, Valle de Losa, Valle de Mena y Villalpando
9. ↑  Cataluña Central, Lérida y Gerona (téngase en cuenta que Lérida y Gerona no se corresponden exactamente con las provincias homónimas)
10. ↑  Bembibre, Berlanga de Duero, Cacabelos, Calzada Valdunciel, Camarzana de Tera, Cantalapiedra, Cervera Pisuerga, Fabero, Fuenteguinaldo, Fuentes de Oñoro, Guardo, Huerta de Rey, Madrigal de las Altas Torres, Mansilla Mulas, Matilla Caños, Melgar Fernamental, Mombeltrán, Mombuey, Mota del Marqués, Navafría, Olvega, Paredes de Nava, Peñaranda, Ponferrada I, Ponferrada II, Ponferrada III, Ponferrada IV, Puente Domingo Flórez, Roa de Duero, Sahagún Campos, San Pedro Arroyo, Sepúlveda, Toreno, Valderas, Valle Tobalina, Valle Valdebezana, Villablino, Villafranca Bierzo, Villafrechos, Villalón de Campos, Villamuriel de Cerrato y Villarrín